# Imperio austrohúngaro durante la Primera Guerra Mundial
El 28 de julio de 1914, el Imperio austrohúngaro declaró la guerra al reino de Serbia, acto que sumió a Europa, debido al sistema de alianzas imperante, en la «tercera parte de las guerras balcánicas», que pronto se transformó en la Primera Guerra Mundial. El imperio tuvo que combatir en varios frentes simultáneamente, para lo que no contaba con medios económicos militares suficientes, por lo que la contienda pronto se tornó insostenible. El auxilio del Imperio alemán se volvió pronto tutela del Estado de los Habsburgo, que se fue acentuando con la prolongación del conflicto y privó a este de toda posibilidad de poner fin a la guerra sin el beneplácito del Gobierno de Berlín, pese al agotamiento paulatino de los austrohúngaros. En el otoño de 1918, cuando la situación interior amenazaba con acabar con la monarquía, dos derrotas militares, la batalla de Doiran en Macedonia, acaecida en septiembre, y la de Vittorio Veneto en el frente italiano, en octubre, decidieron la suerte del imperio, su desmembramiento y el derrocamiento de la Casa de Habsburgo de los tronos de Austria y Hungría.

## El Imperio austrohúngaro y la guerra

### El problema de los eslavos del sur visto por el imperio

Los cambios territoriales en los Balcanes en 1912-1913: las guerras balcánicas expulsaron casi totalmente a los otomanos de la península y permitieron una notable expansión de Serbia y Grecia.

El reino de Serbia, Estado eslavo enclavado en los Balcanes, suponía para los mandatarios del Imperio austrohúngaro el principal problema: era una amenaza para la estabilidad interna del imperio y un obstáculo a los planes de expansión en la península balcánica. Una sala de recepciones del Ministerio de la Guerra en Belgrado contenía una alegoría de la nación serbia con los territorios que el Estado serbio deseaba obtener: la Voivodina, Dalmacia y Bosnia-Herzegovina, todos ellos parte del Imperio austrohúngaro a principios del siglo XX. Además, tanto Serbia como Montenegro deseaban aprovechar la decadencia del Imperio otomano y rechazaban la situación territorial de la península vigente a comienzos del siglo.
En efecto, desde el surgimiento del reino, algunos políticos serbios, con el respaldo de gran parte de la población, se empeñaron en obtener los territorios mencionados por la alegoría del ministerio y crear así un Estado que englobase a toda la población considerada serbia; pese a esto, el Principado de Serbia, aún dependiente teóricamente del Imperio otomano, firmó un acuerdo de colaboración con el austrohúngaro que marcó el comienzo de una alianza que entró en crisis a partir de 1903. Desde 1905-1906, el reino serbio, con el sostenimiento —principalmente financiero— de Francia, se fue sacudiendo la tutela austrohúngara. La crisis bosnia de 1908, que concluyó con la anexión austrohúngara de Bosnia-Herzegovina, estropeó las buenas relaciones del imperio con Rusia. Aislado diplomáticamente, el imperio se volvió cada vez más dependiente de su único aliado, Alemania.
Por añadidura, en la población eslava de los territorios meridionales del Imperio austrohúngaro surgió una cierta simpatía por el reino vecino, que fue acentuándose con el tiempo; los partidarios de una reforma administrativa para repartir el territorio imperial en tres unidades —una de ellas eslava—, método que se creía podía permitir conservar el imperio frente al nacionalismo eslavo, quedaron pronto superados en número por los que preferían instaurar un Estado yugoslavo independiente de la influencia austriaca, entre los que se contaban los eslovenos y los croatas. La oposición de los mandatarios cisleitanos y transleitanos a aceptar una reforma administrativa que diese autonomía de una manera u otra a los eslavos y a cambiar la estructura administrativa dual hizo que, en la crisis de julio de 1914, optasen por la guerra como medio para tratar de aplastar a Serbia y, con ella, a los nacionalismos yugoslavos. El escoger el conflicto con el reino vecino fue también reflejo de la tendencia al autoritarismo ante cualquier amenaza que caracterizaba a la sazón a los Gobiernos de las dos mitades del imperio.

### Objetivos bélicos imperiales
El imperio, fiel aliado del Imperio alemán desde la liga de ambos en 1879, desempeñó un complejo papel en la guerra, ya que tanto los enemigos como los aliados ansiaban apoderarse de parte de su territorio. Por su parte, y como todos los demás países beligerantes, el imperio esperaba obtener ventajas económicas en caso de que el resultado de la guerra fuese favorable.

#### Objetivos bélicos
El ultimátum presentado el 23 de julio a las autoridades serbias reflejaba las aspiraciones bélicas del imperio en las primeras semanas de la crisis; los mandatarios imperiales deseaban humillar al reino vecino y someterlo definitivamente a la tutela austrohúngara.
Durante la década de 1910, el imperio trató de expandirse por los Balcanes, hacia el sur; desde la conclusión de la crisis bosnia de 1908, intentó extender su influencia a Albania, territorio que aún dependía formalmente del Imperio otomano, lo que originó tensiones con Italia, que todavía estaba aliada oficialmente con Alemania y Austria-Hungría.
En el otoño de 1916, los diversos aliados del Reich expresaron sus objetivos bélicos, incluido el Imperio austrohúngaro. Las victorias austro-germanas de 1915, tanto en los Balcanes como en Polonia, permitieron la ocupación por los Imperios Centrales de vastos territorios, entre ellos Albania, Serbia y Polonia. Esteban Burián, ministro común de Asuntos Exteriores del imperio, se fijó como meta asegurar un «crecimiento considerable del poder y la seguridad» del imperio.
Meses antes, el Parlamento de Budapest atravesó una crisis notable por la formulación de los objetivos bélicos imperiales: Mihály Károlyi, dirigente principal del Partido de la Independencia, exigió la celebración de un debate sobre el asunto; contrario a la liga con el Reich, se indispuso con la mayoría de sus correligionarios, encabezados por Albert Apponyi y únicamente logró el respaldo de una veintena de compañeros diputados. Este grupo representó el papel de oposición a la alianza germana y de defensor de una paz pactada.
Desde finales de 1915 y por insistencia de los dirigentes húngaros, los mandatarios imperiales expresaron su renuncia a nuevas anexiones de importancia y su deseo de colocar responsables políticos favorables al imperio en los territorios ocupados, lo que debía permitirles ejercer indirectamente el dominio político y económico de estos. En Serbia y Montenegro, Burián decidió sustituir la dinastía Karađorđević y limitar las anexiones territoriales a ciertos puntos del Danubio, un pasillo para conectar el imperio con Albania y unas plazas estratégicas para proteger la llanura litoral dálmata cerca de Cattaro, puerto de guerra austrohúngaro, pero insistió en someter a los dos reinos a una estricta tutela austriaca y en dominar Albania, que compartiría con Grecia a cambio de la neutralidad de esta. Además, la derrota rumana azuzó las ambiciones austrohúngaras en Rumanía, de la que deseaba ciertos territorios fronterizos estratégicos y ventajas económicas; el ministro de Asuntos Exteriores parecía ignorar las ambiciones alemanas por los «millardos rumanos», y los mandatarios austrohúngaros en general los designios germanos sobre Valona.
En los meses siguientes, la ambición austrohúngara por las tierras polacas, ya antigua, creció. El dominio de estas escapó al imperio, pese a la entrega de la corona polaca al archiduque Carlos Esteban. El Reich, mucho más poderoso que su aliado, aplicó un control estricto de este nuevo «Estado». Las condiciones alemanas impuestas para acceder a la entrega de la corona polaca reconstituida a un príncipe Habsburgo disiparon toda ilusión austrohúngara de hacerse con el señorío de Polonia: Burián afirmó que el Reich se apoderaría de esta, primero de hecho y luego de derecho, uniéndola al reino de Prusia.
A lo largo de 1917, los mandatarios austrohúngaros abandonaron oficialmente Polonia, a la que se había unido Galitzia, en favor del Reich, a cambio de que Rumanía quedase integrada en la esfera de influencia austrohúngara. Durante estas negociaciones, los responsables austrohúngaros se mostraron dispuestos a ceder Trento a Italia a cambio de ciertos territorios rumanos, pero los alemanes lo rehusaron a causa de su deseo de someter económicamente a Rumanía.

#### Planes alemanes para Austria-Hungría
Por otra parte, la posición de Austria-Hungría requería según los dirigentes alemanes su sometimiento al Reich. Los mandatarios alemanes deseaban formar un bloque continental que pudiese rivalizar con el resto de potencias mundiales, la Mitteleuropa, que comenzaría como una unión o federación aduanera que luego devendría con el tiempo en unión política. Con este deseo de formar un bloque continental que otorgase al Reich los medios para desempeñar una política mundial relevante, los dirigentes alemanes trataron de formar lazos orgánicos permanentes entre aquel y el Imperio austrohúngaro. Estos lazos se concretaron en acuerdos políticos, económicos y militares entre los dos países. En noviembre de 1915, los alemanes propusieron entablar conversaciones para instaurar una unión económica entre los dos imperios, que tomase como modelo la Zollverein alemana. Los círculos gubernamentales alemanes se mostraban, empero, divididos sobre los detalles de tal unión: algunos, entre los que destacaba Bethmann-Hollweg, se mostraban favorables al establecimiento de una unión aduanera total, que comprendiese a todos los Estados de la Mitteleuropa, mientras que otros preferían una federación aduanera y un tercer grupo, formado principalmente por políticos prusianos, defendían la mera firma de acuerdos comerciales bilaterales entre el Reich y los demás Estados centroeuropeos, entre ellos Austria-Hungría. Como parte de estas negociaciones, se trató el asunto de la unión de las líneas de comunicación (líneas férreas y vías fluviales). No obstante, tras un año de conversaciones, las dos partes aún no habían alcanzado ningún acuerdo tangible.
El Reich intentó asociar estos tratos económicos a la entrega de la corona polaca a un miembro de la casa de Habsburgo; algunos políticos alemanes llegaron a sugerir la conveniencia de que Polonia se integrase en el Imperio austrohúngaro a cambio de la cesión al Reich de la Cisleitania, salvo Galitzia, que se uniría al nuevo reino polaco.
Finalmente, en mayo de 1918, en Spa (Fischer denomina la reunión la «visita a Canossa»), el Reich obtuvo del imperio vecino la aquiescencia a todos sus anhelos, a causa del agotamiento de este tras cuatro años de guerra: los mandatarios alemanes lograron que el emperador Carlos firmase tres tratados que ligaban permanentemente a los dos imperios. Como consecuencia de estos tratados, Austria-Hungría quedó sometida al estrecho control del Reich mediante una liga política firme, la instauración de una Waffenbund que seguía el modelo de los estados federados alemanes y el establecimiento de una unión aduanera entre las dos naciones, cuya implantación se dejó en manos de unas comisiones técnicas creadas al efecto y que se reunieron en Salzburgo en julio y octubre de 1918.
Los alemanes no se limitaron a tratar de dominar la política y la economía austrohúngaras, sino que intentaron asimismo imponer al imperio vecino la posición que debía adoptar en los tratos con los demás Estados aliados y neutrales. Así, en diciembre de 1916, una nota alemana enviada al presidente estadounidense Wilson indicaba cuáles debían ser los objetivos bélicos del Imperio austrohúngaro: estos debían limitarse a obtener ciertas modificaciones fronterizas de Serbia, Montenegro y Rumanía, sin entrar en más detalle.
Desde mediados de enero de 1917, los países de la Entente percibieron las discrepancias entre los objetivos bélicos de alemanes y austrohúngaros. Estas se acentuaron en los meses siguientes y se evidenciaron en las conferencias austro-alemanas de marzo de ese año.

#### Planes aliados para Austria-Hungría
El carácter multinacional del imperio, que albergaba diversas minorías nacionales, hacía que parte de estas aspirasen a integrarse en Estados vecinos; así, los italianos del Trentino, Istria y Dalmacia ansiaban unirse al reino de Italia, mientras que los serbios del imperio deseaban formar parte del emprendedor reino de Serbia y los rumanos de Transilvania y Bucovina anhelaban serlo del reino de Rumanía. Por su parte, los nacionalistas checos contaban con la actitud benevolente de franceses y británicos.
El reino de Serbia fue el primer enemigo que expresó abiertamente sus deseos de apoderarse de territorio austrohúngaro; al estallar la guerra el Partido Radical —en el poder— de Nikola Pašić expuso el 4 y nuevamente el 24 de septiembre de 1914 el programa de expansión territorial serbio, respaldado por científicos, en Croacia, Bosnia-Herzegovina y en Carintia. La abundante presencia de eslavos en los territorios del sur del imperio, tanto en Cisleitania como en Transleitania y en Bosnia-Herzegovina animó a los propagandistas y nacionalistas del reino serbio a reivindicar amplios territorios del imperio de los Habsburgo, en la declaración de Niš del 7 de diciembre de 1914. Al principio, los serbios no aspiraban a formar un Estado unitario con el resto de eslavos meridionales, sino a extender el reino hacia el norte y el oeste, lo que hubiese permitido reunir a los serbios bajo el cetro de los Karađorđević. El 20 de julio de 1917, en una conferencia celebrada en Corfú que organizó el presidente del Gobierno serbio, Pašić, los principales políticos austrohúngaros de los eslavos del sur en el exilio acordaron la formación de un Estado que albergase a los serbios, croatas y eslovenos y conservase en la jefatura del mismo a la dinastía serbia reinante. Este programa suscitó notables reticencias entre algunos mandatarios de la Entente, tanto por la posible influencia rusa sobre el nuevo Estado balcánico como por la esperanza de algunos de ellos de lograr aún una paz separada con el Imperio austrohúngaro, que consideraban un elemento estabilizador en Centroeuropa, o el deseo de atraer a su bando a Bulgaria, Rumanía e Italia, que se hubiesen opuesto al surgimiento del nuevo país.
Italia, que el 3 de agosto de 1914 se proclamó neutral en el nuevo conflicto entre las potencias, comunicó sin embargo a Rusia su disposición a estudiar entrar en la contienda del lado de la Entente dependiendo de las compensaciones que esta estuviese inclinada a concederle, si bien el ministro de Relaciones Exteriores Sonnino expresó su deseo de mantener relaciones con el Imperio austrohúngaro. Antonio Salandra, presidente del Gobierno desde marzo de 1914, había intentado que el imperio vecino otorgase concesiones a Italia; Sonino reclamó «el Trentino y algunas otras cosas». La Entente le prometió Trento y el Trentino, Trieste y la comarca de Valona en Albania, territorio estratégico para Roma; por su parte, los austrohúngaros ofrecieron compensar a los italianos por la esperada expansión del imperio en los Balcanes con Trento; los representantes de los eslavos meridionales, influenciados por Rusia, rehusaron ceder tierras en Istria. Durante la negociación a dos bandas, con la Entente y los Imperios Centrales, los emisarios italianos pronto entendieron que las ofertas de estos últimos siempre eran inferiores a las de la primera; a los representantes austrohúngaros les exigieron la cesión de los condados de Görz y Gradisca y el dominio de Trieste, Pola y las islas dálmatas.
Si bien el Imperio ruso no ansiaba apoderarse de grandes territorios austrohúngaros, sí pretendía recobrar la perdida influencia en los Balcanes mediante la formación del nuevo Estado yugoslavo, que sí que hubiese obtenido vastas tierras del imperio.
A cambio de la entrada en la guerra de Rumanía del bando de la Entente, los responsables políticos rumanos deseaban onerosas compensaciones, que los aliados estaban dispuestos a conceder: en el Tratado de Bucarest, prometieron al Gobierno rumano Transilvania, el Banato y la Bucovina.

### Estallido del conflicto

#### La crisis de julio
En un momento de tensión entre el poder civil y el militar en el reino de Serbia, unos súbditos austrohúngaros, miembros del movimiento de la Joven Bosnia que contaban con apoyo en Serbia, asesinaron al heredero de la corona austrohúngara, el archiduque Francisco Fernando de Austria, sobrino del emperador Francisco José. El atentado se produjo en la ciudad de Sarajevo, el 28 de junio de 1914. El heredero, que mantenía tensas relaciones con el emperador, se hallaba en Bosnia asistiendo a unas maniobras militares y había aprovechado para hacer una visita oficial a la capital bosnia. Sobrevivió a un primer atentado fallido con bomba, pero otro de los terroristas logró matarlo de un tiro cuando acudía a visitar a uno de sus edecanes, herido en el primer ataque.
Tras una primera división entre los responsables políticos entre los que deseaban castigar militarmente a Serbia por el asesinato y los más moderados, la obtención del apoyo alemán el 6 de julio a cualquier medida que adoptasen los austrohúngaros —debido al convencimiento alemán de que Rusia no intervendría, como en 1908— y las revelaciones de la investigación que parecían implicar al reino vecino hicieron que para el 14 de julio aquellos optasen por la guerra. El asesinato del heredero se emplearía como justificación para desencadenar la guerra, pese a que para la opinión pública el magnicidio fue poco más que un suceso asombroso, pero de interés pasajero. Austria-Hungría presentaría un ultimátum tan severo que Serbia estaría abocada a rechazarlo, justificando así el ataque consiguiente. El documento se presentó el 23 de julio en la capital serbia; el Gobierno tenía dos días para responder. La contestación serbia, dada el 25, pese a ser conciliadora y acceder a casi todos los diez puntos del documento, fue considerada insuficiente por los austrohúngaros. El embajador austrohúngaro rompió relaciones y abandonó de inmediato el país, al tiempo que los serbios comenzaban a movilizarse —la orden se había dado antes de entregar la respuesta al ultimátum—.
El 27 de julio, las órdenes de movilización alcanzaron incluso a las decenas de soldados desplegados en China, un quinto de los cuales debían regresar a Europa. La misma noche del día 25, tras rechazarse la contestación serbia al ultimátum, había empezado la movilización contra el país vecino, con ocho cuerpos de ejército. El anuncio de movilización general se hizo pasado el mediodía del 31 de julio.
Al contrario de lo que esperaban los austrohúngaros, Rusia decidió no abstenerse de participar en la crisis, merced a la recuperación militar alcanzada tras la derrota ante Japón y al apoyo francés que había recibido poco antes. Exigió que la crisis se resolviese con la participación de las potencias europeas y no únicamente entre los Gobiernos serbio y austrohúngaro, y comenzó a movilizar a su ejército incluso antes de que el Gobierno belgradense respondiese al ultimátum imperial, allanando el camino al estallido de la guerra mundial.

#### La declaración de guerra
Los mandatarios políticos expresaron apoyo al desencadenamiento de la contienda con Serbia. Incluso los políticos eslovenos mostraron su respaldo a la actitud del Gobierno imperial.
Ante la respuesta serbia al ultimátum del 23 de julio, que rechazaba algunos puntos de este, el Gobierno vienés reaccionó rompiendo las relaciones diplomáticas con el belgradense. Para frustrar los intentos de mantener la paz que recorrían Europa y que podían impedir el deseado aplastamiento definitivo de Serbia, los austrohúngaros le declararon a esta el 28 de julio. Los últimos intentos para mantener la paz quedaron desbaratados por la orden de movilización total rusa del 30 de julio —dada tras muchos titubeos, contraórdenes e intentos por evitar la guerra— y las consiguientes de Austria-Hungría y Alemania.
La reacción pública fue de entusiasmo, pero pasajero. El Ejército se mostró encantado de poder por fin enfrentarse a Serbia cuando el día 25, tras la respuesta conciliadora de esta al ultimátum de Viena, había pensado que se le escaparía la oportunidad de ajustar cuentas con el reino vecino. Temporalmente, menguó la tensión nacionalista y la división de clases en la marea patriótica que recorrió el país. Incluso el partido socialista se unió a las expresiones nacionalistas. El alborozo belicista, sin embargo, variaba de una zona a otra, de una nacionalidad a otra y de un grupo social a otro: especialmente favorables fueron los alemanes, polacos o eslovenos, y más los conservadores —pero no la alta burguesía— que los progresistas —aunque la oposición socialista fue minoritaria y la de los obreros no se manifestó en general hasta 1917—.

#### Torpe movilización y represión política
La declaración de guerra a Serbia del 28 de julio hizo que las reservas del B-Staffel se enviasen a sur, siguiendo los planes militares trazados. La movilización parcial contra el vecino del sur había empezado el día 25. Los austrohúngaros aún creían que la contienda se circunscribiría a los Balcanes. A finales de mes, no obstante, las señales indicaban cada vez más claramente que Rusia no permanecería neutral en el conflicto y, pese a todo, el B-Staffel se envió al sur y no al noreste. El comienzo de la movilización rusa el 31 de julio y la declaración de guerra a esta del 6 de agosto, sin embargo, obligaron a desviar a estas unidades hacia el frente ruso. Temiendo el probable caos que tal maniobra desataría, el alto mando trató de obtener primero una rápida victoria ante Serbia empleando el 2.º Ejército, que era la principal unidad del B-Staffel, antes de acometerla. Para evitar la confusión en el despliegue de las unidades, se tuvo que esperar a que las divisiones que se encaminaban a la frontera del Danubio la alcanzasen para luego enviarlas al noreste, a Galitzia. El retraso que causó esta compleja maniobra permitió a los rusos ocupar la región el primer mes del conflicto y, cuando se verificó, privó a los austrohúngaros de la ventaja numérica frente a Serbia que quizá les hubiese permitido vencerla.
Tres millones de hombres fueron llamados a filas y en un principio la reacción de la población a la declaración de guerra fue generalmente favorable. El número de desertores fue insignificante y no hubo motines entre los reclutas. La apariencia de fervor patriótico y bélico, sin embargo, era superficial y frágil y fue pronto estropeada por la acción gubernamental. En las dos mitades del imperio, los Gobiernos asumieron poderes especiales, en Cisleitania de forma ilegal —el Parlamento, clausurado en marzo, hubiese tenido que aprobar estas medidas—. En esta el primer ministro Karl von Stürgkh siguió gobernando por decreto, de manera dictatorial, privando a las minorías de todo foro de expresión, lo que atizó su descontento. Se suspendió la libertad de expresión, el derecho de asociación, se abolió el juicio con jurado, se implantó una estricta censura de prensa y se permitió a las autoridades detener a los disidentes. Las zonas cercanas a los frentes —en principio, Bosnia, Galitzia, Bucovina y parte de Moravia— quedaron bajo la autoridad directa del Ejército. Incluso en la retaguardia cisleitana, el Ejército obtuvo poderes para perseguir ciertas actividades consideradas subversivas. Si bien la represión militar en ocasiones estuvo justificada por la existencia de traidores y simpatizantes con el enemigo, pronto se transformó en persecución de comunidades enteras —la serbia, la polaca y la rutena, en especial— que acabó por alienarlas y complicar su participación en las actividades militares. En Bosnia, unos mil serbios fueron deportados o cogidos como rehenes; en Galitzia también se deportó a miles de personas; y cuando Italia entró en guerra, los italianos, hasta entonces considerados fieles al Estado, se volvieron también sospechosos y siete mil quinientos fueron deportados y detenidos.
En Hungría el Parlamento, nada representativo, siguió reuniéndose y los partidos con escaños acordaron cesar sus disputas mientras durase la guerra. La tregua política duró hasta mediados de 1916, cuando Mihály Károlyi estableció un partido propio empeñado en acabar con la contienda; la casta política tradicional, encabezada por Esteban Tisza logró, no obstante, mantenerse en el poder hasta el final de la guerra. El Gobierno húngaro asumió también poderes especiales, pero no cedió autoridad al Ejército salvo en las escasas zonas de combates, a diferencia de lo que sucedió en Cisleitania. En las regiones con población serbia, rumana y rutena, se impuso la ley marcial y la actitud gubernamental fue en general represiva con toda manifestación que no se correspondiese con el chovinismo magiar; el Gobierno tuvo más miramientos con eslovacos y rumanos hasta la entrada en guerra de Rumanía y la aparición de ciertos movimientos chevoslovaquistas.
La actitud de las autoridades socavó la cohesión del Estado al avivar el descontento de algunas de las nacionalidades por la situación de discriminación que sufrían.

## El imperio en guerra

### Combates en múltiples frentes

Los cuatro frentes de guerra colindantes con el imperio y el año en que se establecieron. Aparecen también los aliados y enemigos del imperio a lo largo del conflicto.

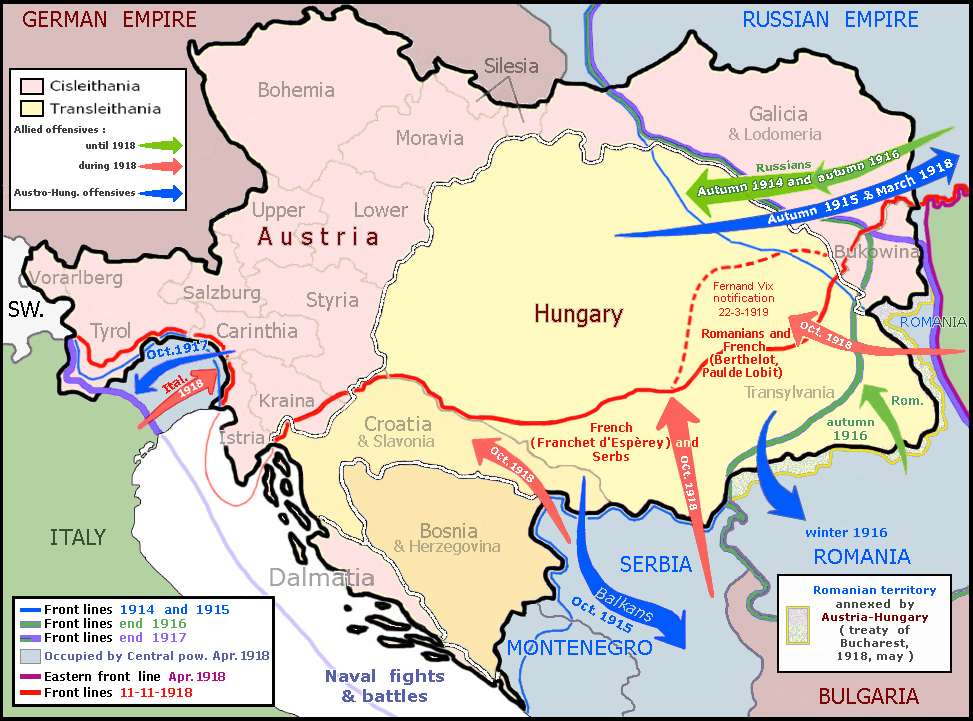
Los frentes y ofensivas militares austrohúngaros y enemigos durante la Primera Guerra Mundial.

La lucha en diversos frentes complicó los planes del alto mando austrohúngaro, si bien en general este logró superar las dificultades que tal situación entrañó. En un primer momento, el ejército imperial combatió en un único frente, el serbio, pero pronto tuvo que hacerlo en dos, tres y, finalmente, cuatro de ellos, lo que impidió que pudiese alcanzar una superioridad clara en ninguno de ellos para tratar de obtener en él la victoria ante el enemigo.

#### Planes de guerra austrohúngaros y alemanes
En el seno de la Doble Alianza, transformada después en triple, los Estados Mayores de los países coligados debían redactar planes de guerra en común o, al menos, complementarios los unos de los otros. Sin embargo, los estatutos de la alianza eran excesivamente vagos para el establecimiento de una coalición bélica moderna: los planes bélicos no se dispusieron en común y cada ejército nacional mantuvo su independencia (en especial, no se unificó el armamento de los ejércitos coligados).
Pese a las reuniones entre los altos mandos militares alemán y austrohúngaro que acontecieron en los años que precedieron a la guerra, estos fueron incapaces de diseñar un plan común para el caso de que la contienda se librase en varios frentes simultáneamente; esta falta de acuerdo originó divergencias sobre lo que cada Estado Mayor esperaba del otro: el alemán confiaba en que las cuarenta y una divisiones austrohúngaras desplegadas en el frente oriental sostuviesen este mientras las alemanas —ocho novenos del ejército— se concentraban en vencer rápidamente a Francia y en detener el esperado ataque ruso, mientras el grueso del ejército austrohúngaro derrotaba a los serbios. Para evitar una invasión rusa del Reich, protegida por el este por escasísimas tropas, los alemanes contaban con que los austrohúngaros atacasen Rusia de inmediato, a lo que estos se habían comprometido únicamente tras recibir la promesa alemana de penetrar en la Polonia rusa y de contar con el sostén rumano en el flanco sur, condiciones que no se cumplieron.
Además de esta falta de concierto con sus homólogos alemanes, los mandos austrohúngaros tenían que afrontar la dificultad de desplegar grandes unidades en frentes muy alejados unos de otros: el principal grupo de ejércitos se envió al frente ruso, mientras que tres cuerpos de ejército se desplegaron tanto en el serbio como en el italiano; existía además una reserva dispuesta a acudir al frente ruso o al serbio según se necesitase. El transporte de unidades de un extremo al otro del imperio requería especial pericia por parte de los oficiales de transporte del Ejército. Los estrategas austrohúngaros habían dividido sus fuerzas principalmente en tres grupos: el A-Staffel, que englobaba el grueso de las divisiones —treinta— y debía marchar a la frontera rusa; el Minimalgruppe Balkan —diez divisiones—, que debía contener a las fuerzas serbias; y el B-Staffel —doce— que debía marchar contra Serbia si Rusia no entraba en guerra y contra esta en caso contrario. A estos grupos se añadían las «brigadas de marcha», compuestas por reservistas y mal armadas. El plan, supuestamente flexible, permitía una movilización parcial de las fuerzas (contra un único enemigo si era necesario), pero no evitaba que cambiar de despliegue en mitad del proceso resultase extremadamente complicado (como en caso de que la guerra comenzase con Serbia y luego Rusia entrase en ella). Para lidiar con este peligro de que el A-Staffel se encontrase solo frente a los ejércitos rusos mientras el B-Staffel acudía desde los Balcanes, el mando austrohúngaro esperaba contar con el auxilio alemán.
La falta de coordinación entre los Imperios Centrales quedó palmaria en la campaña de Serbia de 1915. Aunque en esta participaron unidades alemanas y austrohúngaras desde el Danubio y búlgaras desde la Macedonia búlgara, la resistencia serbia obligó a los alemanes a solicitar refuerzos a los austrohúngaros, que estos rechazaron enviar puesto que las unidades disponibles debían enviarse al frente italiano.

#### El frente balcánico
Los intentos austrohúngaros de derrotar a Serbia rápidamente antes de tener que Rusia se movilizase y las unidades que componían el B-Staffel tuviesen que abandonar el frente serbio y acudir al ruso fracasaron. Los serbios vencieron repetidamente al invasor, pese a que este contaba en la zona con tres divisiones más de las previstas por su plan de guerra.
En agosto de 1914, las fuerzas austrohúngaras, menos numerosas que las serbias, invadieron infructuosamente el reino vecino, pero fueron expulsadas a finales de mes. En agosto de 1914, para reñir con los trescientos mil fogueados soldados del ejército serbio, los mandos austrohúngaros enviaron tres ejércitos —doscientos cuarenta mil hombres, a los que posteriormente se unieron cientos cuarenta mil de otros dos— al mando de Oskar Potiorek. Pese a lograr en un principio penetrar en Serbia, los ejércitos austrohúngaros fueron vencidos en dos ocasiones: primero el 17 de agosto en el monte Cer y luego el 21, en el valle del Jadar. Como consecuencia de estas victorias, los serbo-montenegrinos pudieron emprender contraofensivas en Sirmia el 4 de septiembre y luego en Bosnia-Herzegovina; esta última los austrohúngaros la frenaron a mediados de octubre cerca de Sarajevo. El ejército serbio, carente de los medios para aprovechar a fondo sus victorias, no pudo impedir que el enemigo ocupase la capital del reino, Belgrado, el 29 de noviembre de 1914; la conquista austrohúngara de la ciudad fue efímera, pues las contraofensivas serbias obligaron a evacuarla el 15 de diciembre.
En los meses siguientes, el frente quedó estancado; mientras, se firmaba el Tratado de Londres entre la Entente e Italia y se entablaron negociaciones entre aquella e Italia, lo que minó la confianza serbia en sus aliados occidentales.
En los Balcanes, el ejército austrohúngaro tuvo que enfrentarse en solitario a los de Serbia y Montenegro hasta la entrada en guerra de Bulgaria en el otoño de 1915.El frente se reactivó en el otoño de 1915, con la entrada en guerra en el bando de los Imperios Centrales de Bulgaria. La nueva operación contra Serbia la diseñaron oficiales austrohúngaros, pero la dirigió, por insistencia búlgara, uno alemán, August von Mackensen; en el ataque conjunto participaron diez divisiones, seis alemanas y cuatro austrohúngaras, además de otras ocho búlgaras. Tras un intenso bombardeo de las posiciones serbias que anuló la artillería, los primeros asaltos desbarataron la línea enemiga. Las defensas serbias se quebraron definitivamente tres días más tarde, el 9 de octubre. Parte del ejército serbio atravesó Albania en retirada y se refugió en la isla griega de Corfú.
La derrota serbia sumió al vecino reino de Montenegro en una situación apuradísima. Rodeados por los ejércitos austro-alemanes por tres lados, el montenegrino fue vencido en unos pocos días a principios de enero de 1916, como consecuencia del embate de las fuerzas austrohúngaras de Dalmacia, que avanzaron hacia el monte Lovćen, la principal posición defensiva montenegrina frente a las incursiones del imperio. El asalto austrohúngaro, que comenzó el 8 de enero, quebró las líneas enemigas el 10, y el país capituló el 16, pese a la oposición de los mandos militares; el rey Nicolás se refugió en Italia pocos días más tarde, el 22. En unos dos meses de campaña, los Imperios Centrales habían logrado finalmente subyugar a Serbia y Montenegro y dominar casi todos los Balcanes.
Tras la capitulación de Montenegro a comienzos de 1916, Conrad, jefe del Estado Mayor austrohúngaro, acometió una nueva ofensiva en Albania, con el objetivo de cercar a los serbios que se retiraban. Sus tropas tomaron Scutari el 21 de enero de 1916, San Juan de Medua, el 24, y Durazzo, el 28.
Los aliados establecieron entonces un nuevo frente, el balcánico, con centro en la ciudad griega de Salónica, al que contuvieron unidades alemanas, austrohúngaras, búlgaras y otomanas. A comienzos de la ocupación de Serbia, Conrad propuso continuar los ataques en dirección a las fuerzas aliadas en Salónica, pero el Reich no mostró interés alguno en ello, de manera que el nuevo asalto se pospuso primero y se abandonó después definitivamente, en marzo de 1916. Como consecuencia, el frente se estabilizó hasta la ofensiva aliada de septiembre de 1918.

#### Frente oriental
A pesar de los notables esfuerzos de propaganda, la guerra con Rusia no fue muy bien vista entre la población del imperio, a diferencia de la librada contra Italia y Serbia. Rusia, como principal potencia eslava, gozaba de las simpatías de gran parte de la población eslava del imperio y los propios mandatarios austrohúngaros recordaban la antigua liga con el imperio vecino, también conservador y preveían perjuicios del enfrentamiento entre las dos potencias. La concentración de los mandos alemán y austriaco en otros frentes donde creían que las redes de comunicación les permitirían obtener una rápida victoria y el convencimiento de que la movilización rusa sería lenta hicieron que no existiesen planes militares coordinados entre Berlín y Viena para enfrentarse a las fuerzas rusas. Los alemanes se limitaron a prometer a sus aliados que, en cuanto venciesen a Francia —meta que esperaban alcanzar en torno al cuadragésimo día desde el comienzo de la movilización militar—, enviarían el grueso de sus ejércitos contra Rusia, a la que esperaban que los austrohúngaros contuviesen hasta entonces. Finalmente, ni Francia fue rápidamente vencida ni la mayoría de las fuerzas alemanas pasaron al frente oriental. Por su parte, los austrohúngaros fueron incapaces de enviar contra Rusia las fuerzas previstas en sus planes de campaña y además trataron de vencer primero a Serbia.
Aunque Rusia no pudo aprovechar de inmediato su abundante población, sí se había rearmado con material moderno tras la guerra ruso-japonesa y había mejorado notablemente sus ferrocarriles, lo que le permitió movilizar sus fuerzas mucho más velozmente de lo que esperaban los austrohúngaros. Los rusos se hallaban listos para combatir una semana antes de lo previsto por los mandos vieneses. Además, se hallaban en clara superioridad numérica, tanto por el número de divisiones que habían logrado enviar al frente como por el tamaño de estas, mayor que el de las del enemigo.
Los combates en el frente oriental comenzaron a mediados del mes de agosto de 1914; medio millón de soldados austrohúngaros se enfrentaban a millón y medio de rusos; para afrontar tal desproporción de fuerzas, los generales austrohúngaros tuvieron que desplegar gran ingenio y hacer uso constante de los servicios de información, cuyos medios crecieron sin cesar, y de las redes de comunicaciones, que emplearon con brillantez.

Mapa que muestra la «Gran Retirada» rusa desde las posiciones iniciales de abril de 1915 (línea naranja) a las nuevas posiciones (en rojo). La retirada les permitió a los austrohúngaros recuperar Galitzia.

Confiando equivocadamente en que podría sorprender a los rusos en medio de la movilización, Von Hötzendorf ordenó el avance inmediato de los ejércitos 1.º y 4.º hacia la Polonia rusa mientras el 3.º y parte del 2.º, recién llegados de los Balcanes, cubrían la maniobra por el este y avanzaban por su lado.
Tras las victorias austrohúngaras en Galitzia en las batallas de Krasnik —23-26 de agosto, obtenida por el 1.er Ejército— y de Komarów —26 de agosto-2 de septiembre, obtenida por el 4.º—, los ejércitos del imperio, que se hallaban en apuros en el frente serbio, tuvieron que replegarse y abandonar velozmente, tras la derrota en Leópolis, casi toda Galitzia. Esto se debió a que la derrota de los ejércitos 2.º y 3.º dejó expuesta la retaguardia de los que avanzaban por la Polonia rusa. Los rusos, merced a su superioridad numérica, expulsaron al 1.er Ejército a Galitzia y derrotaron a los ejércitos 2., 3.º y 4.º en el sector oriental (6-11 de septiembre), que tuvieron que retroceder hasta la línea San-Vístula. Von Hötzendorf sabía por los oficiales de enlace que el Estado Mayor alemán finalmente no abordaría la prometida ofensiva hacia Siedlec que debía aliviar la presión rusa que sufría pero, incluso así, había ordenado el avance del 3.er que había acabado en derrota y retirada.
Únicamente la fortaleza de Przemyśl, cercada, logró resistir en su poder hasta abril de 1915. La ofensiva austro-alemana para socorrer la plaza fracasó en noviembre de 1914. El avance de los ejércitos rusos, que atemorizó a la población austrohúngara, se detuvo en el invierno de 1914-1915 tras la batalla de los Cárpatos que Conrad, jefe del Estado Mayor del imperio, había ordenado fortificar como línea defensiva. Un ataque de flanco al ejército ruso que avanzaba sobre Cracovia a principios de diciembre eliminó el peligro que se cernía sobre esta. La larga lucha en los Cárpatos, que se libró entre enero y abril de 1915 y fue en extremo cruenta acabó en escasos avances, si bien selló la caída de Przemyśl, en la que los rusos hicieron ciento veinte mil prisioneros. A petición del jefe del Estado Mayor austrohúngaro, los alemanes comenzaron a enviarle unidades de refuerzo, si bien en número mucho menor que el solicitado. El fracaso de la batalla del Marne impidió que el grueso de las fuerzas alemanas pudiese pasar al frente oriental.
En mayo de 1915, respaldados por unidades alemanas venidas del frente occidental —los primeros refuerzos apreciables que Alemania mandaba a este frente desde el comienzo de la guerra— y mandados por un oficial alemán, August von Mackensen, las fuerzas austrohúngaras rompieron las líneas rusas mediante una acometida de grandes proporciones contra las líneas de comunicaciones enemigas. La victoria no fue total, pues los rusos dispusieron de suficiente tiempo para organizar un repliegue ordenado cubierto por una hábil defensa, pero la gran retirada rusa permitió a Austria-Hungría recobrar tanto Galitzia como Bucovina. Przemyśl fue liberada el 4 de junio y Leópolis, el 22. La ofensiva concluyó a principios de agosto por problemas de abastecimiento.
Mientras los alemanes se concentraban en derrotar definitivamente a Serbia para acudir en socorro de sus aliados otomanos, el alto mando austrohúngaro decidió emprender una ofensiva propia para demostrar que su capacidad de vencer dependía del sostén alemán. La acometida contra Rowno, que comenzó el 26 de agosto y concluyó en 14 de octubre, se saldó con un rotundo fracaso. En septiembre de 1915, los rusos quebraron las líneas austrohúngaras en la batalla de Rivne; únicamente el auxilio de abundantes unidades alemanas, que acudieron al lugar donde el enemigo había abierto brecha y se integraron en el 4.º Ejército austrohúngaro —puesto a las órdenes de un oficial alemán— permitió detener a los rusos. Los rusos hicieron doscientos treinta mil cautivos y el prestigio del Imperio austrohúngaro en los Balcanes se hundió. La nueva derrota imperial debilitó la posición de los políticos y militares austrohúngaros en sus tratos con sus homólogos alemanes.
La falta de combates en este frente tras la fallida ofensiva rusa de principios de 1916 (20 de diciembre de 1915-26 de enero de 1916) y la recuperación en el número de hombres que lo cubrían tras las graves pérdidas de los meses anteriores hicieron que el mando austrohúngaro se centrase en el frente italiano y dejase peligrosamente mal defendido el ruso, a cuyas tropas se adiestró equivocadamente para el ataque en vez de en la defensa y a las que se les escatimó el armamento y la munición.
Así cuando los rusos abordaron otra gran ofensiva contra las posiciones austro-germanas más tarde, 4 de junio de 1916, las defensas cedieron. La Ofensiva Brusilov, concebida como una operación de defensa, abrió una peligrosa brecha en las filas enemigas: la victoria rusa animó a algunas unidades checas a cambiar de bando y formar el núcleo de la legión checoslovaca. Al comienzo de la ofensiva y hasta mediado el mes de agosto, los Imperios Centrales fueron incapaces de frenar el avance ruso: dos ejércitos austrohúngaros tuvieron que retirarse en desbandada, abandonando tras de sí amplios territorios, pese a los feroces contraataques alemanes y la llegada de divisiones venidas de otros frentes para tratar de detener a los rusos, en vano. Finalmente los rusos se detuvieron al llegar a las posiciones fortificadas de los Cárpatos, defendidas por abundantes unidades de aviación. La catástrofe austrohúngara determinó que el 3 de agosto un alemán asumiese el mando en casi todo el frente oriental y el 13 de septiembre se instaurase un mando conjunto encabezado por los alemanes. Esta reforma del mando militar también afectó a la política y a la economía austrohúngaras, que quedaron cada vez más a merced de Alemania.
La situación en el frente oriental no varió hasta el comienzo de la Ofensiva Kérenski, emprendida por el Gobierno provisional ruso el 15 de mayo; Kérenski, ministro de Defensa, había decidido abordar una gran ofensiva para romper el frente en Galitzia; pese a las victorias de los primeros momentos, el ataque ruso quedó desbaratado por la contraofensiva alemana. El 19 de julio de 1917, el contraataque austro-alemán expulsó por completo a los rusos de Galitzia, gracias en parte a las copiosas deserciones que aquejaron al ejército enemigo. En agosto las operaciones casi cesaron, lo que permitió a alemanes y austrohúngaros trasladar divisiones de este frente al italiano.

#### Frente rumano

La invasión rumana de Austria-Hungría en agosto de 1916. Los Imperios Centrales pronto se repusieron y ocuparon casi toda Rumanía entre septiembre de 1916 y enero de 1917.

Tras la ocupación de Serbia y de gran parte de la península balcánica, se creó un nuevo frente con la entrada en guerra de Rumanía en el bando aliado a finales de agosto de 1916; veinticinco mil soldados, con el apoyo de algunas unidades de artillería, se desplegaron en el Danubio y los Cárpatos para detener a los ejércitos rumanos. Estos contaban con doscientos mil hombres que lograron algunas victorias a finales de agosto, lo que desencadenó el pánico en Hungría. La suerte favoreció a los rumanos tan solo pasajeramente: el embate de las unidades búlgaras primero y de las austrohúngaras traídas de otros frente luego —en octubre—, invirtió la situación. La grave derrota rumana en Tutrakan que le infligieron los atacantes germano-búlgaros colocó al país en la misma situación que antes había sufrido Serbia: fue casi totalmente ocupada por los Imperios Centrales.
Unido al frente ruso, surgió en septiembre de 1916 un frente rumano, debido a la entrada en guerra de Rumanía en el bando aliado el 27 de agosto. Pese a las amenazas de Ottokar Czernin, a la sazón embajador austrohúngaro en Bucarest, el Gobierno rumano entabló negociaciones con la Entente que concluyeron en acuerdo a principios del verano de 1916; las dos partes firmaron un tratado de alianza y se estableció un plan de intervención para el ejército rumano. La actitud de los rumanos transilvanos fue de apoyo a la invasión, lo que les granjeó el castigo del Gobierno húngaro cuando las tropas rumanas tuvieron que retirarse. La población rumana de Transleitania, que hasta la invasión no se había mostrado levantisca, apoyó a las tropas del reino vecino. Cuando estas se retiraron a causa del contraataque de los Imperios Centrales, unas ochenta mil personas, entre ellas gran parte de los intelectuales, marcharon con ellas. La marcha de la intelectualidad y la represión magiar aseguró el dominio de Transilvania y Bucovina hasta el final de la guerra.
La reacción de los Imperios Centrales no se hizo esperar: Austria-Hungría aportó a esta uno de los núcleos del contraataque, Transilvania, pese a ser ocupada en parte por el enemigo; unidades militares —el 1.er Ejército y la flotilla del Danubio— y un plan de invasión de Rumanía concebido por Conrad, quien también había diseñado la resistencia a la inminente acometida rumana algunas semanas antes. La entrada en la contienda de Rumanía no precipitó la esperada victoria de la Entente, como ya había sucedido un año antes con la de Italia. A comienzos de diciembre, los imperios se habían apoderado de Valaquia y Dobruya y habían obligado al Gobierno rumano a evacuar la capital y refugiarse en Iaşi. Pese a todo, los austrohúngaros perdieron Bucovina y parte de Galitzia, ocupadas por el enemigo. Los imperios lograron conquistar la mayor parte de Rumanía entre septiembre de 1916 y enero de 1917. De inmediato, los mandatarios austrohúngaros planearon la explotación de las nuevas conquistas para mejorar el abastecimiento de víveres del imperio.

#### El frente italiano
Cuando los austrohúngaros declararon la guerra a Serbia, Italia, pese a pertenecer a la Triple Alianza, se declaró neutral. Pudo hacerlo porque la liga era defensiva. En realidad, las relaciones entre los dos supuestos aliados eran tensas: la mayoría de los territorios que Italia anhelaba pertenecían al imperio vecino. Aunque los dos bandos pujaron por atraerse al país, esta circunstancia acabó por inclinar a Italia a la coalición con la Triple Entente. El Gobierno austrohúngaro esperaba la eventual participación de Italia en la contienda, por lo que, cuando esta finalmente acaeció, no supuso sorpresa alguna; los austrohúngaros disponían de excelentes defensas en los Alpes, lo que les permitió limitar el traslado de divisiones del frente oriental a este nuevo a tres divisiones tan solo, con las que pudieron repeler las dos primeras acometidas de los italianos. Gozaban además de la importante ventaja del terreno, muy favorable para la defensa.
La declaración de guerra italiana suscitó la ira tanto del Gobierno como de la población austrohúngaros, que recordaron la vieja rivalidad entre Austria e Italia de tiempos de la llamada «Primavera de las naciones».

Esquema de la batalla, con los principales ejes de la acometida austrohúngara y los escasos avances que obtuvieron.

El mando del frente italiano se confió al croata Svétozar Boroević, que tuvo que organizarlo con tropas reunidas a toda prisa; la mayoría de estas eran eslavos meridionales, que se batieron con ánimo con los italianos. Su principal meta fue frenar las continuas acometidas italianas, conocidas como las batallas del Isonzo (once, entre 1915 y 1917). Los italianos sufrieron enormes bajas sin apenas avanzar. En el invierno de 1915-1916, la lucha casi se detuvo debido a la crudeza de la estación en los Alpes. Por entonces y gracias a la falta de operaciones en el frente oriental, el alto mando pudo centrarse finalmente en preparar nuevas operaciones en el italiano. Las mejores divisiones se destinaron a este frente.
En mayo de 1916, los austrohúngaros emprendieron una ofensiva para abrir brecha en las líneas enemigas siguiendo el modelo alemán de Verdún. El objetivo era embolsar al grueso del ejército italiano mediante un avance-norte sur. Esta acometida, llevada a cabo en el Alto Adigio, les permitió al principio avanzar, pero la fragosidad del terreno alpino hizo que pronto tuvieran que frenarse. El contraataque italiano y el desencadenamiento de la Ofensiva Brusílov en el este, que aprovechó que cinco divisiones habían sido trasladadas del frente oriental al italiano, puso fin a la incursión. Esta fue la única ofensiva austrohúngara en este frente entre 1915 y 1917.
Tras el abandono del conflicto de Rusia, el grueso del ejército imperial se concentró en este frente.
En junio de 1918, el imperio llevó a cabo su última ofensiva en el frente italiano: la batalla del Piave, que resultó un fracaso. La mala planificación y ejecución de los planes de ataque hicieron que los austrohúngaros no ganasen ningún terreno en los pocos días que duró el combate. A partir de entonces, el imperio perdió la iniciativa en este frente, que pasó al enemigo.
En el otoño de 1918, una ofensiva italiana, preparada con esmero por Badoglio y Cadorna y ejecutada con brillantez, dio el golpe de gracia al agotado ejército austrohúngaro. No obstante, los italianos no lograron quebrar las líneas enemigas sino tras varios días de combates y aprovechando la actitud del Gobierno húngaro. Tras la ruptura del frente, los ejércitos italiano, equipados con material de sus aliados, lograron transformar el inicial repliegue ordenado del enemigo en una desbandada; las unidades húngaras abandonaron el frente por orden del Gobierno de Budapest y se dirigieron a enfrentarse a las unidades rumanas y a las del Ejército de Oriente.

#### Otros frentes
A causa de la alianza del imperio con el Reich, unidades austrohúngaras participaron en todos los frentes que surgieron desde agosto de 1914, incluido el frente occidental donde, sin embargo, sus aportaciones fueron modestas. Así, el 19 de agosto de 1914 y por petición de Alemania, media batería de artillería pesada se trasladó al frente occidental, donde participó en las operaciones que se desarrollaron en Bélgica; batió los fuertes belgas desde el 21 del mes, y acabó retirándose del frente en 1915. A lo largo de 1916, otras unidades de artillería pesada del imperio participaron en la batalla de Verdún; luego, en 1918, ciento cincuenta cañones austrohúngaros se desplegaron en los sectores con menos actividad del frente, al tiempo que treinta mil austrohúngaros trabajaban tanto en los servicios militares como en las brigadas de trabajo asociadas al ejército. Tras la última ofensiva austrohúngara en Italia, se transfirieron dos divisiones y treinta y cinco compañías al frente occidental; tras recibir nuevo adiestramiento, se integraron en unidades de mando conjunto austro-alemán. Estas participaron en los combates de septiembre de 1918 y luego en la retirada alemana de las semanas siguientes.
El ejército austrohúngaro combatió también en los campos de batalla situados fuera de Europa. En 1916, tras la restauración de la comunicación ferroviaria entre Centroeuropa y el Imperio otomano, unidades austrohúngaras participaron en la segunda y última acometida contra el Canal de Suez, que comenzó el 4 de agosto de ese año. Por su parte, el exiguo contingente austrohúngaro destacado en China también entró en combate. En 1914, había ochenta y dos soldados imperiales en China; hasta 1917, la guerra entre los austrohúngaros y la Entente en la república asiática se limitó a una competición entre sus redes de espionaje, pero en agosto de ese año los aliados se apoderaron rápidamente de las posiciones de aquellos, tras la declaración de guerra china, que entró en la contienda del lado de la Entente.
La lucha entre la Entente y el imperio también se libró en el mar. Pese a la palmaria inferioridad de la Marina imperial frente a la de sus enemigos, la Armada austrohúngara poseía abundantes puertos difícilmente expugnables por el enemigo. Al principio, los mandos navales del imperio pretendieron bombardear los buques de la Marina italiana en sus puertos, pero la imposibilidad de emplear en el Adriático grandes unidades navales hizo que finalmente se abandonase tal plan.

#### Hundimiento militar del otoño de 1918
Los tratados de paz impuestos a la Rusia soviética y a Rumanía no bastaron para contrarrestar las victorias aliadas en Macedonia, donde las fuerzas del Ejército de Oriente, de diverso origen, habían emprendido una ofensiva que avasalló al agotado ejército búlgaro al atacar a lo largo de todo el frente. Desde el 25 de septiembre, alemanes y austrohúngaros trataron de organizar una nueva línea defensiva, primero a la altura de Niš y luego en la frontera del imperio. A mediados de octubre y pese a la premura con la que tuvo que establecerse, existía una línea defensiva en Serbia. El mando de esta se entregó a Hermann Kövess, que estableció su cuartel general en Belgrado; el nuevo frente contaba con cuatro divisiones alemanas y otras seis austrohúngaras. Estas pronto sufrieron el hostigamiento conjunto tanto de las fuerzas aliadas que avanzaban desde el sur como de los grupos de partisanos serbios; las divisiones de los Imperios Centrales emprendieron entonces un lento repliegue hacia la frontera austrohúngara. El 3 de noviembre, unidades franco-serbias penetraron en el territorio imperial, en Bosnia-Herzegovina, en Eslavonia y en el Banato.
En Albania, por el contrario, las unidades austrohúngaras se libraron de la derrota que atenazaba al resto de fuerzas imperiales desplegadas en los Balcanes. Cuando se aprestaba a abordar la conquista de Valona, el general Von Planzer-Baltin recibió la orden del cuartel general imperial de replegarse; su ejército, de ciento sesenta mil hombres de los que treinta mil estaban aquejados de malaria, realizó la operación con habilidad. Von Planzer-Baltin se entrevistó tan pronto como pudo con el alto mando, que le comunicó las decisiones del Gobierno imperial, que aquel no comunicó a sus subordinados para mantener la disciplina y cohesión de las unidades.
La ofensiva italiana del 24 de octubre de 1918 fue el factor crucial en el derrumbamiento del imperio. Pese a la encarnizada resistencia de algunas posiciones, el ejército en su conjunto no fue capaz de detener la acometida italiana, cada día más potente. Los italianos abrieron brecha en las líneas austrohúngaras, cuyas unidades huyeron en desbandada; divisiones enteras se negaron a seguir combatiendo.

### Mando

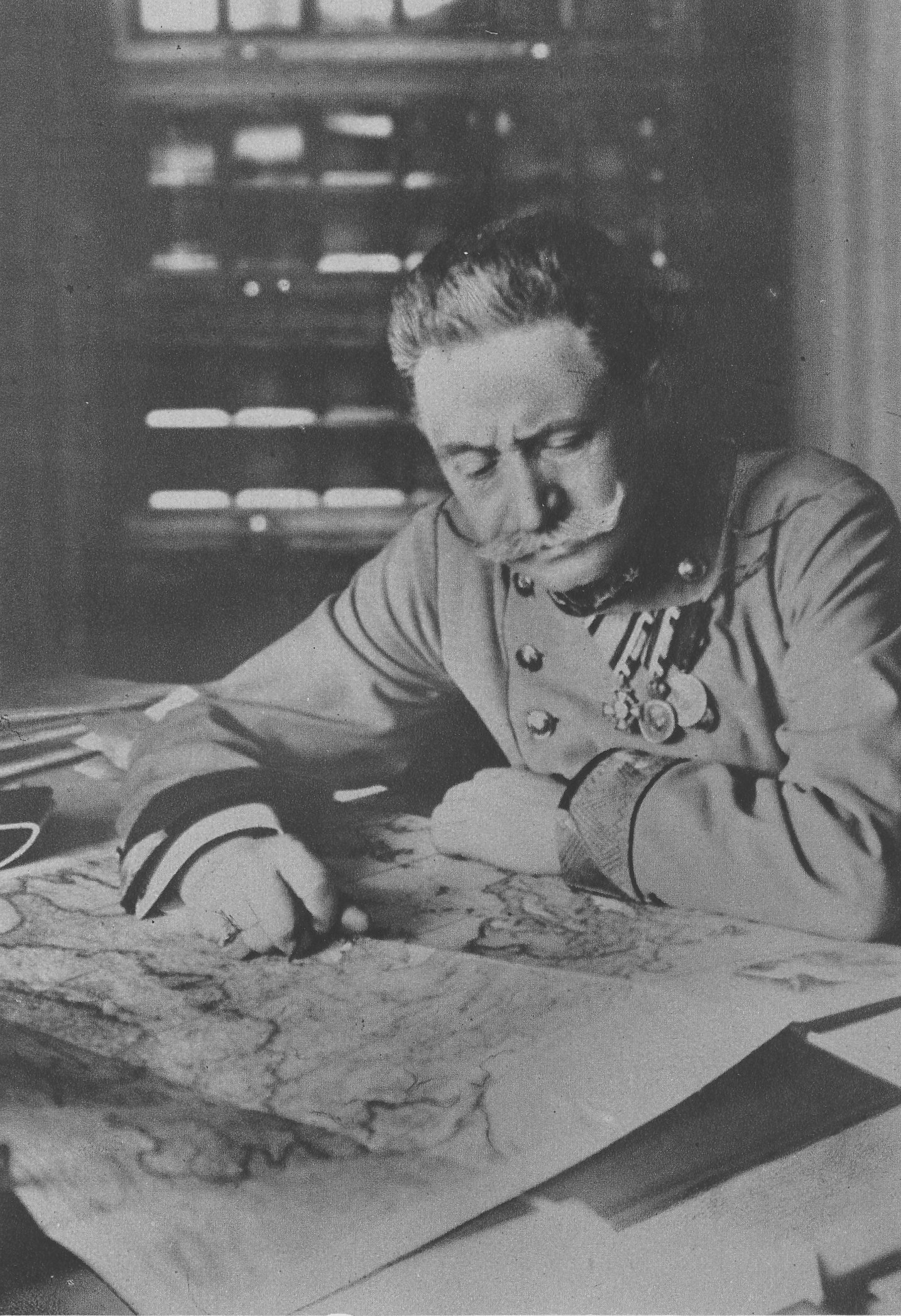
Franz Conrad von Hötzendorf, jefe del Estado Mayor del Ejército.

El Ejército austrohúngaro lo mandaba oficialmente el archiduque Federico, pariente lejano del emperador Francisco José, desde la sede del Estado Mayor en Teschen, donde se instaló desde el principio de la contienda; en realidad, las operaciones las dirigía el general de infantería Franz Conrad von Hötzendorf, hasta que fue relevado por Arthur Arz von Straußenburg el 27 de febrero de 1917. Para entonces, el nuevo emperador Carlos había asumido el mando supremo del Ejército.
El Ejército dependía políticamente del ministro de la Guerra, común a las dos unidades del imperio (Cisleitania y Transleitania) que, al estallar la guerra, era Alexander von Krobatin; a este lo sustituyó Rudolf Stöger-Steiner en 2 de abril de 1917.
El Estado Mayor, encabezado por Von Hötzendorf, estaba empeñado en las operaciones ofensivas, pese a la inferioridad de fuerzas respecto a Rusia. Von Hötzendorf fue una figura clave de la corriente más beligerante, primero abogando por la solución militar de la crisis de julio de 1914 y luego por abordar una nueva ofensiva contra Italia en 1918, que resultó un desastre.

#### Estructura de las Fuerzas Armadas
Como el resto de ejércitos europeos, el austrohúngaro se había fortalecido en los años previos a la contienda, y lo componían ochocientos mil soldados; las levas anuales habían aumentado de los ciento tres mil hombres a los ciento sesenta mil en 1912. El imperio contaba con un millón ochocientos mil hombres en armas en julio de 1914, distribuidos en unidades generalmente multiculturales.
| Composición lingüística del Ejército Según Cornwall, p. 103 y Hanks, p. 23. |
| --- |
| 10 20 30 40 50 60 70 80 90 100 Nacion. Soldados (%) Ofic. prof. (%) Ofic. reserva (%) - Alemanes - Magiares - Checos - Serbios/croatas - Polacos - Rutenos - Rumanos - Eslovacos - Eslovenos - Italianos |

Al Ejército común se añadían los sistemas militares de cada mitad del imperio: la Landwehr austriaca y la Honvéd húngara. Esta última se había formado gracias a las concesiones obtenidas por los negociadores magiares del Ausgleich de 1867, y los nacionalistas húngaros la consideraban el germen de un futuro ejército nacional. Cada mitad del imperio contaba no solo con un ejército propio además del común, sino también con su propio Ministerio de Defensa. A estas organizaciones se sumaban los reservistas cisleitanos y transleitanos, encuadrados en sus respectivos Landsturm y una reserva de hombres sin experiencia militar, la ersatzreserve.
El reclutamiento se hacía con base en divisiones territoriales: el imperio en su conjunto se dividía en dieciséis regiones militares que aportaban cada una un cuerpo de ejército con dos divisiones. La Landwehr austriaca reclutaba otras ocho en su mitad del país y la Honvéd húngara, ocho en la suya, seis por territorios y otras dos en toda la Transleitania. Las regiones de reclutamiento se subdividían en ciento doce distritos (cincuenta y otro cisteilanos y cuarenta y siete transleitanos): en cada uno se reclutaba un regimiento. Además existían cuatro distintos bosnios, donde se reclutaban regimientos selectos. Tres distritos costeros suministraban el personal de la Armada. Existían asimismo unidades selectas, compuestos por voluntarios oriundos de todo el país.
El Ejército era una institución tan multicultural como el propio imperio, y permaneció, en general y sobre todo en el caso de los oficiales, fiel al monarca y a la dinastía Habsburgo hasta el final del conflicto; fue, de hecho, su principal pilar. Ligados al monarca por un juramento a su persona, los noventa mil oficiales, con diversas lenguas maternas, provenían de las distintas nacionalidades que componían el imperio; su lealtad al Ejército se debía en parte a que esta era la institución que les permitía ascender socialmente y alcanzar incluso títulos nobiliarios. La misma fidelidad férrea de la oficialidad se dio en general entre los suboficiales; estos, a menudo bilingües —el alemán era el idioma empleado en el Ejército común y en la Landwehr, mientras que la Honvéd usaba el húngaro— solían utilizar la lengua vernácula con sus subordinados, con los que normalmente compartían nacionalidad. El cuerpo de oficiales cambió notablemente a lo largo de la guerra, en especial por las bajas de los veteranos sufridas durante los combates, señaladamente en el frente oriental.

#### Debilidad militar
En 1914, el imperio no pudo movilizar más que cuarenta y nueve divisiones de infantería y once de caballería; ocho marcharon al frente serbio, mientras que el resto se enviaron al ruso. Los rusos contaban con amplia ventaja numérica, pues desplegaron cien divisiones de infantería y treinta y cinco de caballería. La proporción de hombres llamados a filas respecto de la población total del país fue muy inferior a la de otras naciones. La proporción de los llamados a filas era baja y no había aumentado mucho con el tiempo: si en 1870 el Ejército tenía cien mil reclutas cada año de una población de treinta y seis millones de personas, en 1910, con cincuenta millones, apenas había ciento veintiséis mil. La proporción solamente aumentó a partir de 1912 (ciento ochenta y un mil quintos). En tiempos de paz, el Ejército contaba con unos cuatrocientos cincuenta mil hombres y, aunque podía llegar a movilizar a tres millones trescientos cincuenta mil, muchos de estos carecían del adiestramiento necesario para entrar en combate: solo los de las divisiones del Ejército común imperial se consideraban aptas para entrar en combate. Si bien se consideraba que la calidad del Ejército común era excelente, el país carecía de reservas entrenadas para cubrir bajas y mantener el nivel.
No solamente contaba el imperio con escasas tropas para la población que tenía, sino que su economía no le permitía sostener una política exterior ofensiva y el gasto militar, a menudo bloqueado por los Parlamentos, era escaso. Mientras que Alemania gastaba en 1906 la mitad de su presupuesto en el Ejército, Rusia empleaba en él el 20 % e Italia el 25 %, Austria-Hungría apenas destinaba a las Fuerzas Armadas el 14,6 %, porcentaje que apenas aumentó en los años siguientes. Era la gran potencia que menos dinero destinaba a las Fuerzas Armadas.
A la escasez de tropas pronto se unió la gravedad de las pérdidas sufridas en los primeros meses de combates. Entre el comienzo del conflicto y finales de 1914, el imperio perdió un 12 % de sus soldados y un 14,7 % de sus oficiales. Ya a finales de 1914, las bajas austrohúngaras rondaban el millón. Entre enero y abril de 1915, debido principalmente a la costosísima campaña en los Cárpatos, los austrohúngaros sufrieron 793 000 bajas; en la victoriosa campaña de Ofensiva de Gorlice-Tarnów perdieron otro medio millón y en la catástrofe de Rowno, 230 000. A esto se le añadió en el otoño de 1915 las deserciones de tropas eslavas que, si bien combatían eficazmente cuando las mandaban los alemanes, no lo hacían cuando el mando era austrohúngaro. Al mismo tiempo, el Ejército estaba perdiendo un número excesivo de oficiales. En la debacle de Rowno, las divisiones habían perdido casi un tercio de sus oficiales. No solo escaseaban cada vez más los oficiales, sino que muchos de estos provenían ya de la reserva y no eran profesionales. Muchos tenían escasa lealtad a los Habsburgo, compartían el nacionalismo de los sectores urbanos y el hartazgo de los civiles por las privaciones que causaba la guerra.
En junio y julio de 1916, el imperio sufrió una nueva sangría en la Ofensiva Brusílov: perdió 10 756 oficiales y 464 328 soldados. En todo el año, las pérdidas alcanzaron 1 061 091 hombres. Pese a ello, el Ejército alcanzó su tamaño máximo el año siguiente: en 1917 había cinco millones cien mil soldados en el imperio, aunque solo 915 800 servían en las unidades de tierra del frente (infantería, caballería y cazadores). El intento de aumentar el número de soldados en el frente en proporción a los que servían en la retaguardia fracasó. A finales de febrero de ese año, se calculaba que el Ejército había perdido más de tres millones de hombres entre muertos, desaparecidos, prisioneros y heridos que no podían volver a combatir.
Para 1918, el país había perdido a la mitad de su población en edad militar, por diversas causas. Únicamente quedaban cuatro millones y medio de soldados en los distintos frentes, a los que apenas se podía reforzar u otorgarles permisos. De ellos, apenas seiscientos mil servían realmente en las unidades de infantería. Desde 1916, el Ejército era incapaz de cubrir las bajas, que alcanzaban ya los doscientos veinticuatro mil soldados al mes. A la imposibilidad de reponer la pérdidas se unió la de perseguir a los desertores, cada vez más numerosos. En toda la contienda, el país llamó a filas a ocho millones y medio de hombres, el 75 % de los reclutables.

#### Modernización parcial
El imperio comenzó la guerra con armamento anticuado, que le costó sustituir por otro más moderno debido principalmente a las limitaciones presupuestarias, que el Ministerio de la Guerra solía exceder. Pese a esta situación general, el Ejército contaba con algunas armas, como los obuses de 305mm, muy apreciados por los alemanes en el frente oriental al principio del conflicto, que sí eran modernas. La artillería en general, sin embargo, era escasa y en parte anticuada. De las unidades de las grandes potencias europeas, solo las divisiones italianas tenían menos cañones de campaña que las austrohúngaras.
Por su parte, la modernización de la Armada imperial, llevada a cabo por insistencia del difunto heredero al trono Francisco Fernando de Austria, le permitió a esta mantener la supremacía naval en el Adriático y realizar incursiones en el Mediterráneo, aunque no enfrentarse directamente a la flota francesa con bases en Tolón y el Magreb. Al principiar la contienda, la Armada austrohúngara tenía doscientas sesenta y cuatro mil toneladas repartidas entre ochenta naves y una aviación naval capaz de alcanzar la costa adriática italiana. Algunos marinos del imperio estaban destinados en China, merced a un acuerdo bilateral entre los dos países.
La Aviación propiamente dicha estaba en estado embrionario: la componían cuarenta aparatos de caza y ochenta y seis pilotos, adiestrados en la nueva escuela de Wiener Neustadt y destinados en los once aeródromos militares del Ejército.
A pesar de sus debilidades, el Ejército contó con un servicio de espionaje muy eficaz, con abundante financiación, centrado principalmente en recabar información sobre Rusia. La detención en 1913 del jefe de la organización de contraespionaje, el coronel Alfred Redl, perjudicó a esta. La reorganización posterior permitió, sin embargo, no solo crear redes de captación de información eficaces, sino también inventar un novedoso y certero sistema de escuchas de las transmisiones de radio.

#### Reformas durante la contienda
Durante el conflicto, los mandos trataron de aplicar reformas en el Ejército que le facilitase a este la lucha con el enemigo. Si los rusos habían mejorado sus tácticas como consecuencia de la derrota de 1905 ante los japoneses, los austrohúngaros seguían empleando unas que causaron gran número de bajas, como el empleo sin coordinación de infantería y artillería, los ataques frontales en formaciones densas a posiciones fortificadas o la despreocupación por la importancia del terreno en las operaciones.
En 1918 y pese a las sucesivas derrotas, el Ejército contaba todavía con setenta y nueve unidades, compuestas por contingente nacionales definidos con precisión. Cada una de ellas la formaban nueve batallones de infantería que se repartían en tres regimientos, un batallón de asalto y tres regimientos de artillería; en total, veintiún mil soldados, doce mil quinientos de ellos de infantería y tres mil quinientos de artillería. Ese mismo año se aprobó la reforma del adiestramiento de los nuevos reclutas, cuya aplicación se encargó al general Karl von Pflanzer-Baltin, que tuvo que afrontar el proceso de disgregación que aquejaba para entonces al Ejército. Para entonces las derrotas de la primavera habían debilitado notablemente a la institución: el hambre que sufrían los soldados, la deficiente organización, la falta de equipo —faltaban incluso los uniformes— y el gran número de deserciones —noventa mil tan solo en abril, doscientas cincuenta mil en octubre— hacían que fuese ya incapaz de sostener los distintos frentes. Para mejorar la situación, se realizaron intercambios tanto de tropa como de oficiales con los alemanes; tanto una como los otros participaron en los combates del frente occidental, pues los mandos consideraban la instrucción del Ejército alemán superior a la empleada en el austrohúngaro.
En 1918, tras los tratados de Brest-Litovsk, Rusia y Ucrania devolvieron seiscientos sesenta mil prisioneros austrohúngaros al imperio; esto no supuso una mejora de la situación dada la imposibilidad de devolver enseguida tal cantidad de soldados al frente. El gran número de deserciones desbordó la capacidad de los mandos, que tuvieron que limitarse a promulgar una amnistía para los fugados que aceptasen volver a sus unidades.

#### Desintegración final
Las penurias debidas a la contienda, la agudización de los nacionalismos y las acciones del emperador precipitaron la disgregación el Ejército a comienzos de noviembre de 1918. Para entonces, ya no era uno de los pilares de la monarquía, como lo había sido aún en 1914.
Ante los continuos avances aliados en Serbia, el ministro de la Guerra húngaro ordenó a sus connacionales que regresasen al reino para defenderlo. Esta decisión acentuó la crisis que ya sufría el Ejército imperial por la situación del frente italiano y no sirvió para detener la marcha aliada en los Balcanes; las unidades húngaras que atravesaban el imperio para acudir al llamamiento del ministro húngaro se contagiaron del ambiente de desorden que reinaba en la retaguardia.
La catástrofe de Vittorio Veneto agravó la disolución de las Fuerzas Armadas, que comenzaron por replegarse en orden hasta el 27 octubre pese al intenso castigo recibido a manos de las unidades italianas; a partir de ese día, las unidades eslavas se negaron a seguir combatiendo y las húngaras abandonaron el frente. Las deserciones afectaron también la Armada, anclada en Pola; ante la situación casi de motín de las tripulaciones, su jefe, Miklós Horthy, optó por abandonar la nave insignia tras arriar el pabellón.

### El Imperio austrohúngaro y el alemán

#### Una antigua alianza
Desde la década de 1870, los estrategas austrohúngaros eran conscientes de la incapacidad del imperio para librar una guerra sin el sostén del Reich. Pese a esto, todo intento de estrechar los lazos entre los dos Estados parecía conllevar el sometimiento de la política austrohúngara a Alemania, consecuencia que algunos mandatarios austrohúngaros deseaban evitar a toda costa, siguiendo la estela de Metternich en los debates de los años 1830 sobre la entrada del Imperio austriaco en la «Zollverein».
Desde el comienzo de la Crisis de julio, el Reich ejerció una intensa influencia sobre su coligado, que fue creciendo con el tiempo. Esta influencia se concretó en diversas formas entre ellas en política militar y material; las diferencias entre los objetivos bélicos de alemanes y austrohúngaros, no obstante, atizaron la tensión y la rivalidad entre los dos aliados.

#### Liga asimétrica
El Imperio alemán sostenía al austrohúngaro principalmente respaldándolo militarmente en todos los frentes de guerra en los que este contaba con fuerzas desplegadas. En 1915 los mandatarios del Reich se convencieron de la incapacidad militar de los austrohúngaros. Por ello y a partir de ese año, los alemanes contribuyeron tanto hombres como armamento a las posiciones austrohúngaras del frente ruso. Este apoyo alemán en el frente oriental tuvo como contrapartisa la petición de que los austrohúngaros participasen por su parte en el occidental; el Reich deseaba mezclar sus unidades con las austrohúngaras en todos los frentes.
Para completar la mezcla de unidades, los mandos alemanes propusieron que se formase un mando militar mixto, austrohúngaro y alemán; a partir del verano de 1915, se crearon grandes unidades mixtas, mandadas teóricamente por un Estado Mayor también mixto. En la práctica, sin embargo, el reparto de puestos en esta nueva jerarquía mixta perjudicó a los oficiales austrohúngaros; el 7.º Ejército autrohúngaro, por ejemplo, lo mandaba teóricamente Karl von Pflanzer-Baltin secundado por el alemán Hans von Seeckt, pero en realidad las órdenes provenían de este.
Una de las consecuencias del temprano bloqueo impuesto por los aliados a los Imperios Centrales fue atizar el deseo alemán de formar una unión política y económica centroeuropea que pudiese dominar. Para asegurar que el Imperio austrohúngaro no abandonaba el conflicto, el Reich suministró materias primas y otros manteriales necesarios para sostener la producción bélica de su aliado. El Reich, como principal potencia industrial de la alianza, entregó al imperio vecino carbón, aviones y munición, a cambio de madera austrohúngara.
Al apoyo material alemán se unía la desconfianza de los oficiales germanos por la capacidad marcial del Ejército austrohúngaro; pese a la existencia de oficiales de enlace en los Estados Mayores, los alemanes no se adaptaron bien a la necesaria colaboración de la estructura de mando común. Tanto las derrotas de su aliado como la organización militar de las unidades imperiales suscitaban en ellos condescendencia hacia sus colegas austrohúngaros. Desde finales del verano de 1914, los mandos alemanes no ocultaron su desprecio por el mando austrohúngaro; las críticas alemanas a este no solo perduraron durante todo el conflicto, sino que se extendieron a las memorias escritas tras la guerra. La sensación austrohúngara de que Alemania obtenía sus victorias a costa de su sacrificio y las críticas alemanas por los reveses del imperio tensaron las relaciones entre los dos países. En cualquier caso, las derrotas militares austrohúngaras y la consecuente dependencia militar de Alemania reforzaban la liga entre los dos países y complicaban cualquier veleidad austrahúngara de abandonarla.
Ante las victorias rusas 1916, Erich von Falkenhayn, jefe militar alemán, criticó al jefe del Estado Mayor austrohúngaro por lo que consideraba imprevisión de este para afrontar una gran acometida rusa. La gravísima derrota obligó a los austrohúngaros a aceptar finalmente la formación de un mando único para el frente oriental, que quedó dominado por los alemanes. Se consumó la mezcla de unidades, en la que las tropas austrohúngaras apenas desempeñaron en papel de complemento de las alemanas. Aunque los austrohúngaros aún gozaron de cierta autonomía militar, en especial en el frente italiano, el mando general de las operaciones conjuntas recayó en Alemania y Austria-Hungría careció de influencia en los planes militares alemanes.
Para asegurarse un alineamiento político total del Imperio austrohúngaro, el Reich solicitó de manera cada vez más imperiosa a partir de 1916 la participación austrohúngara en el frente occidental. Paradójicamente, la negativa austrohúngara de la primavera de 1918 a enviar tropas de primera línea al frente francés no suscitó problema alguno a Ludendorff, pese a la necesidad de reforzar con hombres y material este frente, puesto que las consideraba ineficaces.
La actitud alemana originó crispación en los mandos austrohúngaros y continuos roces, que se evidenciaron señaladamente en el ejército común que mandaba el propio emperador Carlos.

#### Una alianza conflictiva
Desde finales de 1914, se celebraron numerosas reuniones entre representantes autrohúngaros y alemanes para definir la relación de los dos países, tanto durante la guerra como una vez que esta acabase.
Tras las primeras grandes victorias alemanas en el frente oriental, los mandatarios del Reich desearon acelerar la implantación de la unión aduanera entre los dos países; la oficina del presidente del Gobierno alemán redactó los documentos pertinentes, que se presentaron a los austrohúngaros el 27 de octubre de 1915. Estos, por su parte, rechazaron la propuesta y sugirieron a su vez la firma de acuerdos comerciales que concediesen a las dos naciones la categoría de nación preferente, para evitar que la unión aduanera perjudicase a las industrias propias.
Las negociaciones entre los dos imperios continuaron a lo largo de la guerra, al tiempo que el austrohúngaro se iba debilitando como consecuencia de esta. Austria-Hungría carecía de los medios para librar una guerra larga y dependía para ello de Alemania, nación principal de la alianza. En el verano de 1917, se entablaron negociaciones para definir las relaciones económicas y comerciales a largo plazo entre las dos naciones; los austrohúngaros preferían un acuerdo aduanero que diese preferencia a cada uno de los países en el comercio del otro mediante aranceles más bajos para sus productos, mientras que los alemanes abogaron por una unión aduanera completa, al tiempo que trataban de defender los intereses austrohúngaros ante el Reichstag en un momento de crisis interna del Reich. Los negociadores alemanes, ante la oposición interna y la renuencia de los austrohúngaros, propusieron implantar de inmediato una serie de medidas que poco a poco transformasen el tratado de comercio bilateral en la ansiada unión aduanera.

#### Agudización de las diferencias entre los dos imperios
Pronto surgieron desavenencias entre los dos imperios coligados. Su origen era el rechazo alemán a aceptar la gravedad de la crisis en la que se hallaba sumida Austria-Hungría y las diferencias de objetivos bélicos. Los mandatarios austrohúngaros tampoco estaban dispuestos a que su país quedase postergado por el Reich en el reparto de los territorios conquistados ni en la obtención de las consiguientes ventajas económicas.
La crisis interna austrohúngara y las ambiciones alemanas suscitaron pronto la oposición entre los dos imperios. Los mandatarios alemanes, a los que el mismo emperador Carlos les comunicó sus contactos con Francia, tomaron esta noticia como señal del pesimismo del monarca y fueron incapaces de asumir la gravedad de la crisis que aquejaba al Imperio austrohúngaro tras tres años de guerra. Tras el advenimiento al trono de Carlos, el Reich preparó un plan de invasión del imperio vecino, por si este decidía retirarse de la contienda. Carlos era plenamente consciente de la situación de dependencia en la que quedaría su Estado en caso de que los alemanes alcanzasen la victoria en el conflicto mundial.
Un año después, durante las negociaciones de paz con los Gobiernos ruso y ucraniano, las diferencias se extremaron. El 5 de febrero de 1918, durante una conferencia, las desavenencias quedaron patentes. Czernin solicitó que se aclarasen las obligaciones de su país en caso de que los Aliados presentasen una propuesta de paz basada en la situación prebélica; por su parte, los negociadores alemanes animaban a sus homólogos ucranianos a exigir la incorporación de territorios austrohúngaros a su nuevo Estado (la Galitzia oriental) que deseaban obtener o, cuando menos, que se les concediesen una amplia autonomía en el seno del imperio. Los austrohúngaros eran asimismo muy conscientes de la posición secundaria de su país en el reparto de las conquistas: si bien tanto Polonia como Rumanía quedaban teóricamente en la zona de influencia austrohúngara, eran territorios ya explotados y la primera en realidad quedaba dominada por el Reich, pese a contar con un nuevo soberano de la Casa de Habsburgo. Las cláusulas económicas del Tratado de Bucarest, sometían por completo a Rumanía al Reich y desencadenaron la indignación del emperador Carlos, que la expresó en una carta de principios de 1918. La solución consistió en incluir capitales austrohúngaros en la explotación económica de Rumanía; la sociedad petrolera de la Mitteleuropa, que debía gozar del monopolio de la explotación de los pozos de petróleo rumanos, principal objetivo alemán en el país quedó repartida en tres partes: un 20 % para el Estado rumano, un 55 % para el alemán y el 25 % restante al austrohúngaro.
Los austrohúngaros, desde 1915, se mostraron reacios a aceptar las propuestas aduaneras alemanas. Pese a esto, se presentó un proyecto de unión económica de los dos imperios el 13 de noviembre de 1915, que debía suponer la primera etapa de un bloque económico de los dos. El proyecto dividió hondamente a los políticos austriacos y húngaros; estos, en especial Tisza, denunciaron las ansias hegemónicas alemanas, mientras que su homólogo al frente del Gobierno austriaco, Stügkh, mencionó las iniciativas personales de los negociadores austrohúngaras y el ministro común de Finanzas, Ernest von Koerber, recordó la importancia del Reich en el comercio austrohúngaro.

### Potencia ocupante
A partir de 1915, el imperio pudo ocupar territorios enemigos: la Polonia rusa, Serbia y, desde 1917, Ucrania e Italia.

#### El reparto de las conquistas
Para aceptar algunos de los objetivos bélicos austrohúngaros, como la restauración del reino de Polonia con un monarca austriaco, los alemanes exigieron ciertas contrapartidas, como la firma de un pacto militar que reforzase la influencia del Reich en el país vecino.
Las diferencias entre alemanes y austrohúngaros también afectaron al reparto del botín de guerra. Desde 1917, la situación interior del Imperio austrohúngaro impelió a sus mandatarios a exigir la entrega de la parte correspondiente al país e incluso a apropiarse de víveres destinados en principio al Reich. En el otoño de 1917, el material obtenido por la derrota italiana en Caporetto, casi la mitad del equipo del Ejército italiano, fue objeto de negociaciones entre los dos imperios; en la primavera de 1918, para indignación de los alemanes, el responsable austrohúngaro a abastecimiento, general Von Landwehr, no dudó en apoderarse del contenido de dos mil vagones y barcazas con cargamentos destinados al Reich.
El control de los vastos territorios conquistados por los Imperios Centrales desató también diferencias entre ellos. Tras la conquista de Serbia en el otoño de 1915, el país se repartió entre austrohúngaros y búlgaros; el río Morava marcaba la frontera entre las dos zonas de ocupación. Para alcanzar sus objetivos bélicos, los mandatarios búlgaros, que deseaban apoderarse del resto de Serbia que no les había tocado en suerte en el reparto, emplearon incluso medios militares para tratar de lograrlo, lo que originó choques armados en los que los alemanes tuvieron que mediar.

#### Ocupación austrohúngara de los territorios conquistados

Reparto del reino de Serbia llevado a cabo a finales de 1915.

Las victorias de los Imperios Centrales en Europa hicieron que abundantes territorios fronterizos con el imperio quedasen ocupados por tropas austrohúngaras, como la Polonia rusa, parte de los Balcanes y de Rumanía.
En la parte de Polonia asignada a Austria-Hungría en el reparto de la zona, se estableció una Administración austrohúngara. El Reich, interesado en dominar toda Polonia política y económicamente, ofreció entregar la corona polaca a un príncipe Habsburgo a cambio de hacerse con el control total de la región.
En los territorios serbios ocupados por los austrohúngaros, las autoridades se dedicaron a someter de la población. Los periodistas franceses y británicos conocieron las condiciones de la ocupación y las exacciones sufridas por la población poco después de la liberación de los territorios a finales de 1914, por las declaraciones de los testigos que las habían sufrido. Las unidades austrohúngaras, por ejemplo, asesinaron con gran crueldad a poblaciones enteras de aldeas fronterizas. Desde el otoño de 1915, Austria-Hungría ocupó de manera más duradera que la vez anterior la mitad del reino de Serbia; según los deseos del ministro de Asuntos Exteriores imperial, Burian, esta ocupación tuvo un cariz brutal que reprimió tanto a la población como la cultura serbias: la población quedó sometida a un régimen de terror, la cultura serbia se reprimió sistemáticamente, se saquearon los museos y se controló severamente la educación de la juventud.
En Albania, también ocupada, los oficiales encargados de la gestión del territorio crearon instituciones públicas típicas del Estado, como escuelas, juzgados y institutos estadísticos.

### La población y la contienda
Las dos partes del imperio fueron afectadas de forma distinta por el conflicto.
Salvo Galitzia, ocupada cerca de un año por los rusos, y la comarca de Trieste, dominada por las unidades italianas entre la primavera de 1915 y el otoño de 1918, el resto del imperio, como el Reich, no sufrió ocupación duradera del enemigo.

#### Penuria alimentaria
La escasez de alimentos, consecuencia del bloqueo de la Entente, afectaba a la población y suponía la consecuencia más tangible del conflicto en la vida civil. Ya antes de la guerra, el imperio había sido deficitario en trigo y maíz, y dependía de las importaciones para cubrir sus necesidades. Solo en los años con mejores cosechas, se podían satisfacer las necesidades alimentarias de la población sin recurrir a las importaciones. La cosecha de 1914 había sido mala y la ocupación rusa de parte de los territorios del este del imperio menguó las de los años siguientes. Galizia, el principal campo de batalla en el este, era un importante productor de alimentos, que se perdió con la ocupación rusa y de la que además llegaron abundantes refugiados. En el resto de Cisleitania, la parte con mayor déficit alimenticio, la producción se redujo notablemente por la falta de brazos, utillaje, fertilizantes y semillas. Las cosechas de los años de guerra fueron además malas: la de 1916 apenas alcanzó la mitad de la de 1913.
Hungría, que contaba con considerables excedentes agrícolas que vendía tanto en Cisletania como en el extranjero, apenas alivió la grave escasez que sufría esta: insistió en mantener su consumo interno en los niveles previos a la guerra y extrajo las contribuciones de víveres para el ejército de lo que antes había suministrado a la parte austriaca. Así, el abastecimiento alimentario de las Fuerzas Armadas recayó completamente en la población civil austriaca. La exigua colaboración de la mitad húngara para asegurar el abastecimiento de víveres obligaba a los cisletanos de depender de las importaciones de Rumanía y Ucrania. La desesperada situación cisleitana impelió a los responsables austrohúngaros a emplear en ocasiones medidas desesperadas, como la confiscación de trenes de alimentos destinados al Reich o la cesión a este de la administración de Ucrania en mayo de 1918 a cambio de la promesa de grano —pacto que no se cumplió—. En mayo de 1916, se produjeron los primeros disturbios debidos al hambre en Viena; por entonces ya cincuenta y cuatro mil personas de la capital dependían diariamente de los comedores sociales para sobrevivir.
En 1917, la escasez de alimentos se había vuelto preocupante, en especial en aquellos lugares que dependían del suministro externo, como las ciudades. Desde mayo, parte del pan que se vendía pasó a contener maíz, en vez de los tradicionales trigo y centeno. La mala alimentación agravó las enfermedades la población: en 1917, el número de muertos por tuberculosis en la capital sobrepasó los diez mil, más del doble de la cifra normal en los años anteriores a la contienda. A la escasez de alimentos se unió la de carbón, surgida en el invierno de 1916-1917 que limitaba tanto el transporte (ferrocarril) como la electricidad. Un año más tarde el problema había aumentado tanto que ni siquiera las fábricas de municiones habían recibido más del 40 % del carbón que necesitaban para su funcionamiento; los hospitales, por su parte, carecían de calefacción adecuada. Los hogares no solo carecían del carbón necesario para los crudos inviernos centroeuropeos, sino que tampoco podían contar con ropa de abrigo suficiente: escaseaban también la ropa y el cuero.
En enero de 1918, la continua penuria desató una protesta entre la clase trabajadora de la capital, bien organizada políticamente. El suceso que desencadenó la crisis fue una nueva reducción en la exigua ración de pan y las duras condiciones que Alemania deseaba imponer al Gobierno comunista ruso en las negociaciones de paz. La huelga se extendió por los centros industriales de Austria y Bohemia y únicamente la promesa de que la paz se firmaría pronto en el frente oriental, que el suministro de alimentos mejoraría y que se suavizaría la disciplina militar que imperaba en las fábricas de municiones permitió al Gobierno imperial ponerle fin.
A pesar de las promesas gubernamentales, la paz con Rusia y Ucrania no trajo la ansiada mejora del abastecimiento de alimentos. La cosecha de ese año —con el agro carente de fertilizantes, maquinaria y mano de obra suficientes—, no mejoró la situación. En 1918, el imperio contaba únicamente con el 48 % del trigo, el 45 % y el 39 % de patatas de lo recolectado en 1914. Esta escasez originó grandes disturbios en varios puntos del país, incluida la capital, en septiembre. La debilidad de la población facilitó la extensión de las enfermedades y epidemias: en la capital, el índice de mortalidad casi se duplicó. En abril, el general encargado del abastecimiento de Cisleitana repartió las últimas reservas de cereal con que contaba: treinta vagones a la ciudad de Viena y veinte al Ejército. Como los alemanes se negaron a tratar el reparto del trigo rumano recién cosechado, ordenó requisarles 2455 vagones con maíz el 30 de abril, lo que desató la cólera germana, pero mejoró temporalmente el abastecimiento.

#### Proximidad al frente
Cerca del frente, en Sirmia, el Banato y Bosnia-Herzegovina, las unidades austrohúngaras acantonadas en ellas emprendieron una represión feroz de la población serbia. Entre las medias represivas se contaron la prohibición de las publicaciones en serbocroata y del uso del alfabeto cirílico y el internamiento de personas en campos de concentración donde muchas perecieron.

#### Hartazgo de la guerra
El hartazgo de la población con la guerra fue aumentando con el tiempo. Las graves derrotas de 1916 atizaron tanto las huelgas como los nacionalismos. Ese año, el descontento comenzó a ser palpable: en Transleitania, con el surgimiento del partido opositor de Mihály Károlyi que acabó con el consenso parlamentario; en Cisleitania tras el asesinato de Stürgkh y del fallecimiento del anciano emperador, con la exigencia cada vez mayor de poner fin a la dictadura político-militar imperante desde 1914.
En enero de 1918, la población urbana de las dos partes del imperio se manifestó en masa a favor de la firma de la paz con Rusia; en Hungría estas manifestaciones tuvieron un cariz germanófobo muy marcado. Para entonces, el problema de los nacionalismos centrífugos era grave, algunas de las nacionalidades del imperio estaban casi en rebelión y las huelgas, que se extendían por el país, amenazaban la producción bélica y la distribución de productos.

### Decadencia y debilitamiento progresivos

#### Una organización institucional ineficaz

Las unidades administrativas del Estado: Cisleitania (en color claro) y Transleithania (en más oscuro) —cada una con su propio Consejo de Ministros— y el condominio de Bosnia-Herzegovina. Solo tres ministerios (Defensa, Finanzas y Asuntos Exteriores) eran comunes a las dos mitades del imperio.

El desarrollo del conflicto evidenció la falta de cohesión del imperio, que quedó patente tanto para los mandatarios austrohúngaros como para sus enemigos y aliados. El Ejército, uno de los pilares de la monarquía, fue desintegrándose según avanzaba la contienda. En mayo de 1918, el ministro de la Guerra —común a las dos unidades que componían el imperio—, general Rudolf von Stoeger-Steiner, exponía a los presidentes de los Gobiernos austriaco y húngaro los síntomas de disolución que se apreciaban en las Fuerzas Armadas.
Las rivalidades entre las dos entidades imperiales (Cisleitania y Transleitania) y las tensiones internas de cada una complicaron las operaciones militares. En 1916, por ejemplo, cuando Rumanía entró en guerra, el presidente del Consejo de Ministros húngaro, Esteban Tisza exigió que se defendiesen las fronteras húngaras, a lo que se oponía el jefe del nuevo frente, Arz von Straussenburg; esta decisión determinó la derrota de las unidades austrohúngaras, requirió acoger a los refugiados que huían de las tropas invasoras y acabó originando una crisis política en Budapest.
La estructura del Estado, en el que convivían dos unidades autónomas (un imperio y un reino), tampoco facilitaba su cohesión; los ministros comunes a las dos estructuras administrativas tenían que tener las reivindicaciones de ambas. Estas entorpecían cualquier asunto: la dirección de las operaciones bélicas, las negociaciones internacionales e incluso los intentos de resolver los problemas de abastecimiento de Cisleitania.
La política exterior, desde el momento mismo de la crisis de julio, tenían que aprobarla por consenso los dirigentes políticos austriacos y húngaros. Así sucedió también con las negociaciones político-económicas con el Reich y con el resto de medidas diplomáticas, comerciales y militares: tenían que aprobarse en reuniones que presidía bien el emperador bien el ministro de Asuntos Exteriores y a las que asistían los presidentes del Gobierno de las dos entidades del imperio, los ministros comunes a ambas y, en ocasiones, ministros de los dos gabinetes.
Dos ejemplos de esta continua intromisión de los Gobiernos cisleitano y transleitano en la política exterior imperial fueron las negociaciones con Italia y Rumanía. El ministro de Asuntos Exteriores tuvo que lidiar con la constante interferencia en sus labores del primer ministro húngaro, el ambicioso e influyente Tisza quien, en 1915, propuso ceder a Italia los territorios que esta ansiaba en Cisleitania pese a la oposición del ministro, Esteban Burián, sugerencia que hizo de manera independiente a los italianos. Algo similar sucedió con las conversaciones de 1916 para tratar de que Rumanía se mantuviese neutral en la contienda, solo que con los papeles invertidos: la entrada en guerra del país vecino en liga con la Entente hizo que Burián manifestase su disposición a ceder tierras de Transilvania y Bucovina a los rumanos, algo que rehusó Tisza.
Por su parte, los representantes de los eslavos meridionales aprovecharon la mayor libertad concedida durante los últimos dos años de la guerra por el emperador Carlos para crear una unión de sus principales formaciones políticas con representación en el Parlamento Zagreb, con el objetivo de allanar la creación de una unidad yugoslava, en principio integrada en el imperio.
A los problemas políticos y de abastecimiento se unió la inseguridad en el campo, causada por la abundancia de desertores, que se agudizó tras la vuelta de los prisioneros de guerra austrohúngaros liberados por los rusos tras la paz de Brest-Litovsk. A principios de 1918, seiscientos sesenta mil prisioneros de guerra retornaron al imperio. Bandas de desertores, a las que se unieron numerosas mujeres, saqueaban el agro, los trenes y las poblaciones aisladas. Las revueltas de soldados regresados de Rusia y reacios a volver al frente se multiplicaron, en especial en mayo y junio de 1918. Los regresados, que habían entrado en contacto con las ideas revolucionarias durante su cautiverio, las propagaron entre la población civil y supusieron un importante elemento de la desintegración final del Estado.

#### Graves privaciones
Enseguida tras el estallido del conflicto, los aliados aplicaron un bloqueo estricto al imperio. Este bloqueo perjudicó rápidamente el abastecimiento de alimentos y en 1916 la población austrohúngara empezó a pasar hambre. Las privaciones se acentuaron en 1917, si bien con diferencias de unas regiones a otras. La producción agrícola austriaca se hundió: de noventa y un millones de quintales de trigo en 1913, bajó a veintiocho millones de quintales en 1917. En 1918, el imperio apenas producía el 52,7 % del cereal que antes de la contienda; el consumo diario se había reducido en más de un 66 %. La escasez de cereal era clave de la inedia, puesto que la base de la alimentación de los austrohúngaros eran los productos elaborados a base de grano. Las carencias de otros tipos de alimentos eran todavía mayores. A la falta de comestibles se unía la de otros productos básicos, como el carbón, utilizado para la calefacción.
Esta situación creó, más incluso que en otros de los países beligerantes, una opinión favorable a una «paz blanca». En 1915, las penurias de la población por la escasez de alimentos originó problemas: en mayo de 1916, Viena sufrió tres días de disturbios causados por el hambre imperante en la capital imperial. Las privaciones originaban huelgas, descontento y agudización del problema de los nacionalismos. El agravamiento de los apuros alimentarios en 1917 supuso el principal problema del Gobierno imperial, que informó de la grave situación al alemán en abril.
El hambre que aquejó al imperio (conocida por los servicios de espionaje aliados) afectó a todos sus territorios y pronto comenzó a causar muertes. Las autoridades alemanas exigieron el envío de abundantes tropas austrohúngaras al frente occidental a cambio de enviar al país aliado cereales panificables.
El ejército también sufría privaciones: gracias a la victoria en Italia a finales de 1917, pudo aprovechar las armas y pertrechos que los italianos habían abandonado al retirarse para mejorar su armamento y abastecimiento. Los actos de insubordinación de los soldados incluían a menudo el pillaje de los almacenes de víveres, síntoma de la escasez de estos. Pese a ello, en 1918 la escasa alimentación no afectaba ya solo a la población civil, sino que aquejaba también a los soldados, que recibían raciones exiguas. El imperio dependía cada vez más de los territorios conquistados para obtener alimentos para la hambrienta población, entre ellos las llanuras cerealistas ucranianas y la del Véneto.

#### Lento agotamiento
En 1917 el emperador Carlos y su ministro de Asuntos Exteriores, Czernin, comunicaron oficialmente al Reich el agotamiento y penuria que aquejaban a la población del imperio.
En el documento preparado por Czernin tras la reunión con los alemanes celebrada en Fráncfort el 3 de abril, describe al país como totalmente exangüe e incapaz de enfrentarse a la más mínima crisis; las privaciones atenazaban tanto al ejército, escaso de víveres y armas, como a la población civil. El agotamiento alcanzaba también a las finanzas: como el resto de beligerantes, el imperio recurrió a los préstamos, otorgados por el banco emisor imperial, que al final de la contienda alcanzaron casi los cincuenta y cuatro mil millones de coronas-oro, de los que treinta y cinco mil correspondían a Cisleitania; al mismo tiempo, el Gobierno empleaba métodos inflacionarios para sufragar los gastos bélicos, lo que afectaba a los precios, perjudicadísimos por el bloqueo aliado.

### Deseos de reforma y de paz

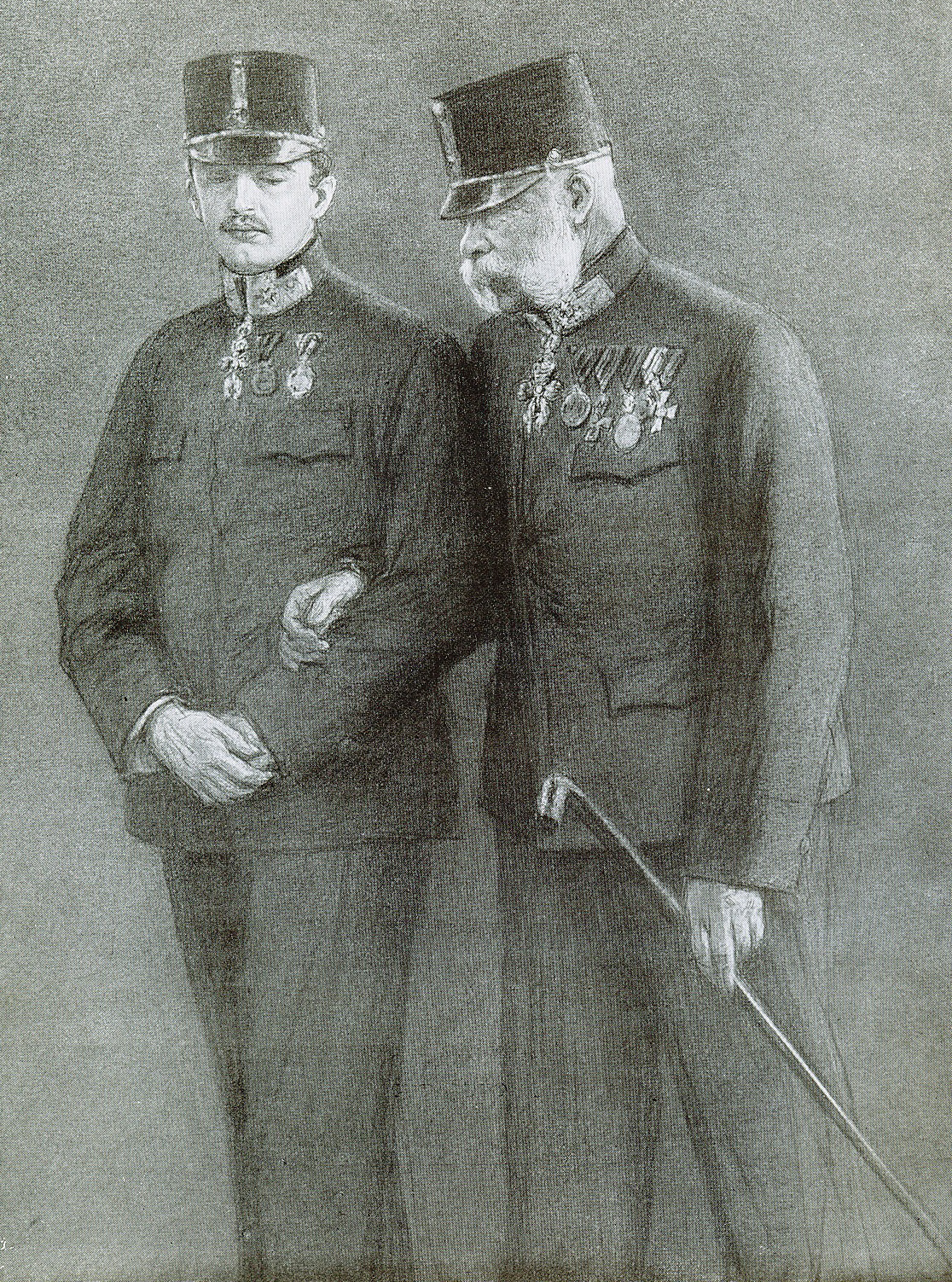
Los dos emperadores de la guerra: el anciano Francisco José y su sucesor, el joven Carlos.

Desde el advenimiento al trono del sucesor de Francisco José, su sobrino el emperador Carlos, se produjo un cambio político en el imperio. Aconsejado por su jefe de gabinete, Arthur Polzer-Hoditz, y muy influenciado por su esposa, Carlos trató de aplicar una reforma esencial del Estado al tiempo que llevaba a cabo gestiones diplomáticas que debía conducir a la paz y asegurar el trono, de las que los servicios de espionaje aliados pronto fueron noticiosos. Estas reformas, que buscaban revivir la política nacional, acabaron a la postre por destruir el imperio, sumido en la contienda, sometido a un bloqueo, acuciado por la escasez y administrado en la práctica de forma dictatorial en sus dos unidades administrativas, Cisleitania y Transleitania.

#### Proyectos de reforma interior, inmovilismo y nacionalismos
Al estallar la guerra, los Gobiernos del imperio pospusieron todo intento de reforma estatal, aunque los políticos nacionalistas trataron de aprovechar la coyuntura para obtener mejores condiciones para sus nacionalidades. En marzo de 1916, los nacionalistas alemanes del imperio crearon la Deutsche Nationalverband, organización favorable a la reforma de Cisleitania para acrecer el poder de los habitantes de cultura alemana en esta parte del imperio.
Hasta el fallecimiento del anciano emperador Francisco José el 21 de  noviembre de 1916 no se reanudaron los intentos de reformar la estructura estatal. Tras la coronación de su sucesor, el rey-emperador Carlos, abandonó el inmovilismo de los últimos tiempos del reinado de Francisco José, que estaba poniendo en riesgo la existencia misma del imperio. Así, en los territorios del sur con población eslava, la parálisis política hizo que los políticos comenzasen a tratar con sus homólogos serbios; estos y los políticos eslavos exiliados se proclamaron únicos representantes legítimos de los eslavos del sur del imperio ante la Entente.
Las aspiraciones reformadoras del nuevo monarca se manifestaron al comienzo en gestos simbólicos y cambios en los cargos de la Administración. Se simplificó el protocolo y se realizaron cambios en el Gobierno, tanto de personas como de método: el soberano, empedernido usuario del teléfono, escogió a sus consejeros de entre los funcionarios y militares de su generación principalmente; la reunión del Parlamento de Cisleitania, cuya última sesión había tenido lugar en 1913, fue parte de estas medidas liberales. También se limitó la censura y el poder de los militares. La primera sesión parlamentaria en Cisleitania se celebró el 30 de mayo de 1917 y en ella los diputados expresaron sus anhelos de reforma; los diputados croatas indicaron su deseo de que todas las poblaciones eslavas del sur del Estado se encuadrasen en un nuevo reino dependiente directamente del soberano, lo que causó cierto revuelo en el reino de Croacia, unido por entonces al de Hungría. Exigencias similares presentaron los diputados checos y rutenos, todas rechazadas por el nuevo Gobierno de Ernst von Seidler, lo que atizó el descontento nacionalista, nutrido de las penalidades y del hartazgo por la guerra. Paradójicamente, según aumentó la agitación nacionalista, menguó la capacidad represora de las autoridades, limitada por las reformas impulsadas por el nuevo soberano.
Además de los cambios en el tren de vida de la corte y de asumir el empleo de medios de comunicación más modernos, Carlos emprendió asimismo reformas de mayor calado: apenas coronado en Hungría, retomó la cuestión del sufragio en el reino, a lo que se opuso Tisza, quien, si bien había dimitido de la Presidencia del Gobierno transleitano en abril de 1917, seguía gozando de gran influencia en la vida política húngara con su Partido del Trabajo. Pese a esta oposición, se presentó en el Parlamento un proyecto de ley, llamado «ley Vazsonyi», que hubiese concedido el derecho de voto a tres millones ochocientas mil personas, el doble de los que disfrutaban de él según la ley vigente en ese momento; el Parlamento la rechazó a pesar de que hubiese reforzado la supremacía magiar en el territorio.

#### Las negociaciones de paz con la Entente
Desde su advenimiento al trono, Carlos trató de restablecer contactos con Francia y el Reino Unido con el fin de alcanzar una paz sin vencedores ni vencidos. Como gesto a la Entente, relevó al filogermano Esteban Burián por Ottokar von Czernin al frente del Ministerio de Asuntos Exteriores a principios de 1917. Dada la oposición alemana a este objetivo y las tensas relaciones con el emperador alemán Guillermo II, Carlos estableció contactos con las potencias enemigas sin emplear los canales diplomáticos habituales.
En marzo de 1917, el emperador envió a uno de sus colaboradores a su cuñado. El príncipe Sixto de Borbón-Parma llevó una misiva de Carlos al presidente francés Raymond Poincaré en la que el emperador enumeraba las condiciones que estaba dispuesto a aceptar para firmar la paz: cesión de Alsacia-Lorena a Francia, libre acceso de Serbia al Adriático a cambio del cese de la propaganda panserbia y disposición a estudiar el resto de requisitos franceses y británicos para rubricar el fin de la contienda. Carlos trató incluso de convencer a Alemania para que cediese Alsacia y Lorena a Francia; el emperador trataba, como indicaron acertadamente los servicios de espionaje franceses, de neutralizar a la vez a sus enemigos y a sus aliados. Las conversaciones de paz acabaron fracasando, pese a la buena disposición de franceses y británicos, por la intransigencia de algunos de los aliados de la Entente, en especial de Italia y Serbia. La rotunda oposición del mando alemán, cada vez más poderoso, a un paz pactada, y la falta de influencia austrohúngara con su coligada impidieron que Austria-Hungría obtuviese la paz que necesitaba para perdurar. Por otra parte, los austrohúngaros tampoco estaban dispuestos a aceptar las condiciones exigidas por el enemigo, en especial la cesión de territorios a Italia. Los responsables políticos y militares austriacos y húngaros, deseosos de mantener la estructura estatal dual, tampoco deseaban firmar una paz sin Alemania, a la que consideraban garante del orden político en Austria-Hungría, a diferencia del emperador.
En una segunda carta fechada el 9 de mayo, el emperador se mostró bastante más vago en sus propuestas; la traducción de que se hizo al francés hizo además que estas resultasen irreales a los franceses. En los meses siguientes, Carlos trató de aprovechar las victorias de los Imperios Centrales para volver a sugerir la conveniencia de firmar un paz sin vencedores, o al menos de limitar las cesiones territoriales austrohúngaras necesarias para que poner fin al conflicto. Los franceses, principal potencia de la Entente, se mostró escéptica sobre la posibilidad de que se pudiese firmar una «paz blanca» sin que esto beneficiase a Alemania que, según ellos, podría entonces inmiscuirse sin cortapisas en la política de sus aliados como la propia Austria-Hungría.
Por última vez, en su visita Spa en agosto de 1918, el emperador Carlos y el ministro Burián reiteraron a los mandatarios alemanes el agotamiento y los apuros que sufría su país; ante la tozudez alemana en desechar sus lamentos, se ofrecieron nuevamente a la Entente a negociar la paz con la mediación de una de las naciones neutrales, como los Países Bajos. La Entente rechazó enseguida, esta nueva propuesta, presentada por Burián en una nota del 14 de septiembre.
Los aliados, en especial los franceses y señaladamente los responsables del espionaje y algunos ministros como Paul Painlevé, trataron de emplear las iniciativas austrohúngaras y otras negociaciones similares con los demás aliados del Reich para aislar a este; para ello ofrecieron a los austrohúngaros respetar la existencia del imperio a cambio de su transformación en confederación y les prometieron ayuda en caso de que Alemania tratase de oponerse a que firmasen la paz.
Para el Reino Unido, que durante los primeros años de guerra no había previsto el desmembramiento del imperio enemigo, las sucesivas promesas necesarias para atraerse aliados a lo largo del conflicto hicieron que primero aceptase que Austria-Hungría tendría que perder territorios y, finalmente, desaparecería como país. Los Gobiernos francés y ruso siguieron una evolución semejante. Para la primavera de 1918, los Aliados estaban convencidos de la imposibilidad de que Austria-Hungría firmase una paz separada, lo que hizo que aceptasen su desmembramiento.

#### Los tratados de Brest-Litovsk: la paz con Rusia y Ucrania

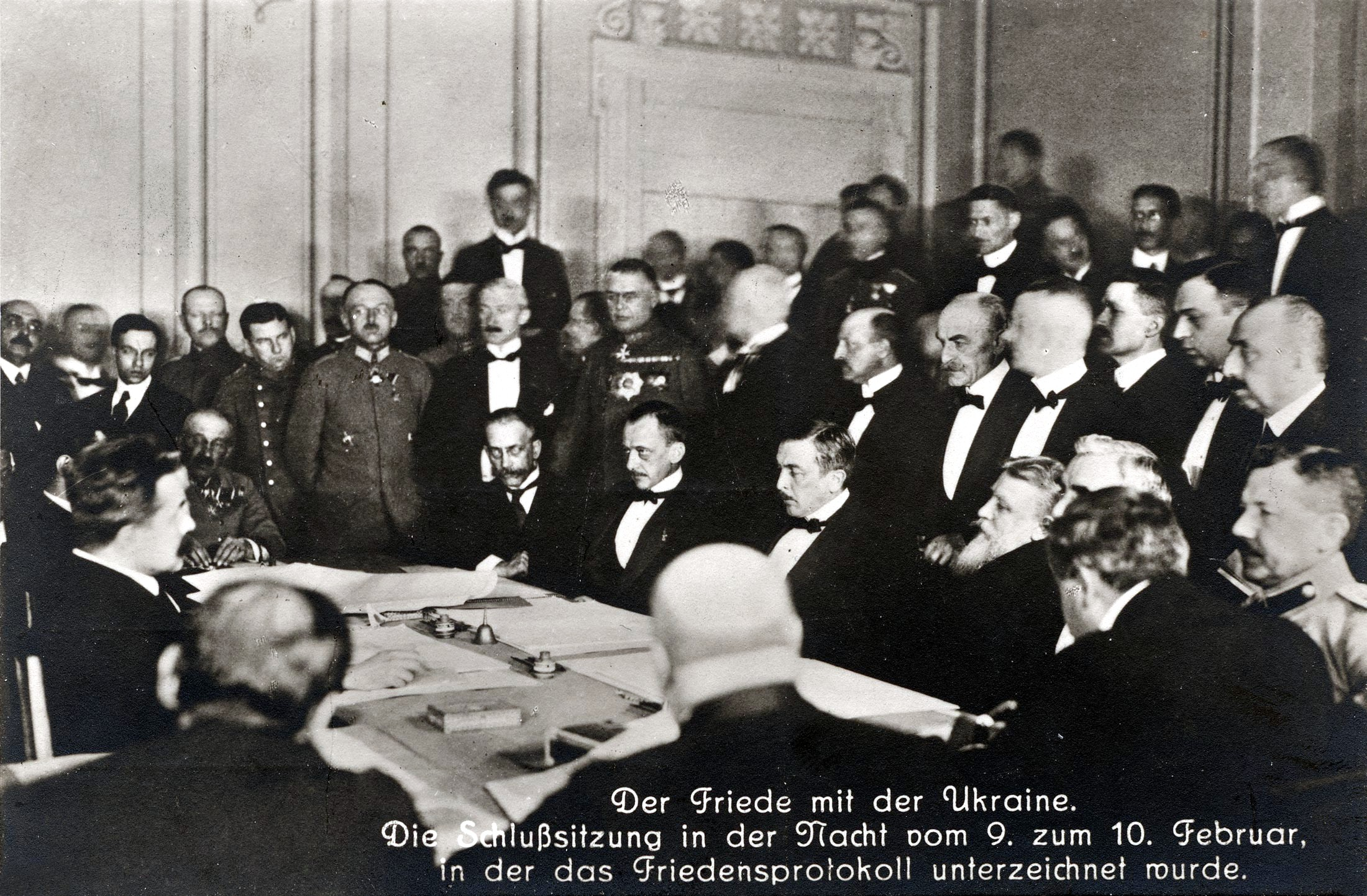
Firma del tratado de paz con Ucrania, que debía permitir al imperio obtener gran cantidad de víveres, necesarios para alimentar a su famélica población. Las expectativas no se cumplieron y la situación obligó a los austrohúngaros a participar en la ocupación del país.

La revolución en Rusia y la toma del poder por los bolcheviques, permitieron que los Imperios Centrales pudiesen firmar un paz separada con el nuevo Gobierno ruso (3 de marzo de 1918). Pese a los grandes recelos que el poder bolchevique inspiraba en los imperios, estos se avinieron casi de inmediato a tratar con la república soviética, aceptando la invitación del nuevo jefe del Ejército ruso.
Las conversaciones empezaron el 3 de diciembre de 1917 en la ciudadela de Brest-Litovsk; el ministro de Asuntos Exteriores austrohúngaro, Czernin, representaba al imperio. El 18 de diciembre entró en vigor un armisticio entre las partes.
Las negociaciones de paz propiamente dicha principiaron el 22 del mes, con la presentación por parte de Czernin de una nota que respondía a los planes de paz bolcheviques; pronto surgieron desavenencias entre el ministro austrohúngaro y sus colegas alemanes, ya que los austrohúngaros insistían en criticar las posibles anexiones alemanas, que desprestigiaban la guerra entre sus conciudadanos.
El estancamiento de las negociaciones con los emisarios bolcheviques y las buenas perspectivas de alcanzar un acuerdo separado con los representantes ucranianos impelieron a los Imperios Centrales a rescindir el armisticio de diciembre: el 18 de febrero de 1918, las divisiones alemanas reanudaron su avance en Rusia y el 28 del mismo mes les siguieron las austrohúngaras. La Operación Faustschlag, que no encontró casi resistencia rusa, fue, según el general Hoffman: «la guerra más cómica jamás vista».
Las negociaciones con Rusia no eran las únicas en las que participaron los austrohúngaros. Desde el 1 de enero y por invitación de austrohúngaros y alemanes, llegó a Brest una delegación ucraniana hostil al Gobierno bolchevique ruso; aunque los imperios mantuvieron negociaciones simultáneas con el Gobierno bolchevique rival de Járkov, desde el 2 de febrero dieron prioridad a las que mantenían con el Gobierno no comunista de la Rada Central Ucraniana, establecida por entonces en la ciudad de Yitomir. Los emisarios austrohúngaros prometieron ceder el distrito de Chelm al nuevo Estado ucraniano, que desgajarían del reino polaco, a cambio del envío de víveres. Czernin empleó además las conversaciones con los ucranianos para presionar a los bolcheviques rusos.
La paz, una paz concedida a cambio principalmente de los ansiados alimentos para la famélica población, se firmó pronto con los ucranianos, en parte por los continuos avances de los bolcheviques. El tratado firmado con la Rada incluía el envío regular a los Imperios Centrales de grano, del superávit de la cosecha de 1918 —un mínimo de un millón de toneladas para ese año tan solo para el Imperio austrohúngaro—; la entrega total de estos abastos era condición necesaria para que se ratificase. Ucrania quedó ocupada militarmente por alemanes y austrohúngaros entre el 25 de febrero y el 19 de mayo de 1918. La ocupación, que los austrohúngaros no deseaban, resultó un fracaso: del millón de toneladas de cereal que esperaban obtener solamente consiguieron apoderarse de algo más de cuarenta y seis mil.

#### Austria-Hungría y los tratados de paz de principios de 1918
Tras la retirada rusa de la contienda, el reino de Rumanía se encontró rodeado de enemigos y el monarca rumano tuvo que solicitar la paz. Pese a los intentos de limitar las cesiones necesarias para la paz de los Imperios Centrales, el soberano tuvo que aceptar el aumento de la influencia política austrohúngara en el reino y nombrar a un presidente del Gobierno afín al imperio.

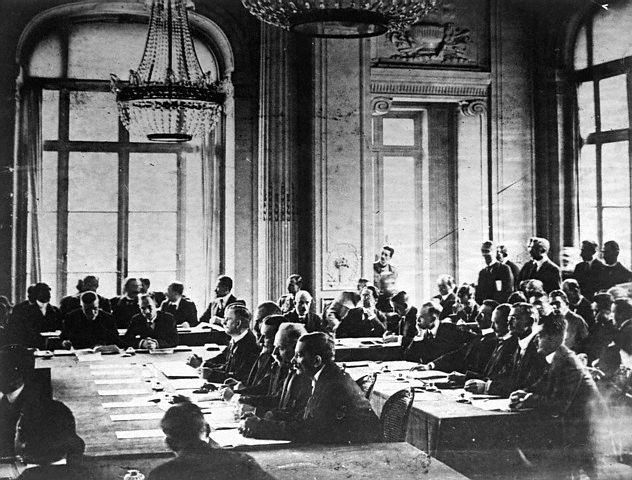
Imagen de los representantes de las distintas naciones en las negociaciones del tratado de paz entre los Imperios Centrales y Rumanía.

El tratado de paz empeoró las relaciones austro-germanas; a finales de 1917, tras un viaje del emperador Guillermo II a Rumanía, los mandatarios alemanes ofrecieron a los austrohúngaros concesiones en Polonia a cambio de que estos abandonasen sus ambiciones en Rumanía. Además, durante las negociaciones de paz con esta, algunos de los representantes austrohúngaros habían reclamado considerables territorios para su país; varios de los diplomáticos del entorno de Czernin abogaron por la anexión de Valaquia, mientras que otros se contentaban con obtener los puntos estratégicos que permitían a los rumanos penetrar en territorio imperial.
Pese a la moderación aparente de las exigencias de los Imperios Centrales, las negociaciones de paz con los rumanos se estancaron en febrero de 1918. Las discrepancias entre alemanes y austrohúngaros sobre el reparto del mercado rumano retrasó la conclusión del tratado con el país vencido; cada emperador defendió los intereses de su país frente a su homólogo. El tratado se acabó firmando el 7 de mayo de 1918.

## Derrumbamiento del imperio

### Últimas derrotas y crisis final
Para tratar de evitar la derrota casi cierta tras la llegada del grueso de las tropas estadounidenses a Europa, el imperio decidió participar en la prevista ofensiva alemana de primavera. En vez de enviar unidades al frente occidental, los austrohúngaros emprenderían un ataque en el frente italiano que debía detraer fuerzas aliadas de aquel, facilitando la tarea alemana. Para empezar, comenzó la reforma de las unidades para dotarlas de más capacidad de fuego y de maniobra, a semejanza de las alemanas que habían participado en las victorias de Riga y Caporetto; aunque la idea era buena, se aplicó de manera caótica.
El fracaso de la última ofensiva militar, emprendida contra Italia en junio de 1918, empeoró la situación. El embate no logró objetivo alguno y costó ciento cuarenta mil bajas. Las autoridades, convencidas de la imposibilidad de sobrevivir a otro invierno en guerra, comunicaron a sus aliados alemanes el 14 de agosto su deseo, dada la desesperada situación, de que se solicitase un armisticio. El propio Erich Ludendorff había informado el día anterior a su Gobierno sobre la imposibilidad de que los Imperios Centrales alcanzasen la victoria, y había recomendado que se buscase la firma de una paz negociada. A pesar de los deseos alemanes de posponer la solicitud de negociar, los austrohúngaros, de forma independiente, decidieron comunicar su decisión a los Gobierno búlgaro y otomano, aliados. Debido exclusivamente a la coerción alemana, los austrohúngaros aceptaron retrasar la petición a los Aliados hasta el 14 de septiembre. La propuesta de Viena de reunir una conferencia internacional para tratar la paz en la capital de alguno de los países neutrales contó de inmediato con el refrendo otomano y búlgaro, a pesar del rechazo alemán. Los Aliados rechazaron de plano la sugerencia, y lograron debelar a las fuerzas búlgaras en los Balcanes: el 26 del mismo mes, Bulgaria solicitó la paz. Incapaz de sostener este frente, Ludendorff recomendó la petición inmediata de un armisticio por parte del Gobierno alemán. El 4 de octubre, Viena y Berlín solicitaron conjuntamente un armisticio basado en los Catorce Puntos.

### Desaparición del Estado
Tras cuatro años de contienda, el poder del Estado se fue desvaneciendo, tanto en la mitad austriaca como en la húngara, desde principios de 1918. Para la primavera, el imperio se estaba transformando en un satélite de Alemania, dependiente de esta en lo económico, político y militar.
Las autoridades, en sus distintos niveles, habían perdido todo poder en sus territorios respectivos y tuvieron que enfrentarse al surgimiento de bandas armadas, compuestas de desertores y vagabundos, que sumieron en el desorden vastas zonas del imperio.

### Últimas negociaciones
En los días que siguieron al abandono del conflicto de Bulgaria, el emperador, ya sin ilusión y resignado a la suerte que iba a correr el imperio tras el fracaso de las propuestas de paz presentadas a los Aliados, trató de reunir a los representantes de todas las nacionalidades cisleitanas para negociar una reforma de esta mitad del Estado; según el políticos esloveno Anton Korošec, esta iniciativa imperial llegó demasiado tarde para salvar al imperio de los Habsburgo. Pese a todo, el soberano convocó el 12 de octubre a los diputados austriacos y a los presidentes de los Gobiernos de las dos unidades administrativas del Estado, el austriaco Max Hussarek von Heinlein y el húngaro Sándor Wekerle. Este último se negó en redondo a aceptar las concesiones que solicitaba el monarca y logró que las reformas previstas no se aplicasen en Transleitania, lo que en la práctica desbarataba los planes del emperador.
Las negociaciones fracasaron y únicamente sirvieron para agudizar la desconfianza de los militares y funcionarios, enojar a los representantes húngaros y hacer que los checoslovacos y serbocroatas expresasen su rechazo tajante a toda solución política que les mantuviese en el seno del imperio. Los representantes de las nacionalidades, con el respaldo del presidente estadounidense Wilson, rechazaron el manifiesto del 18 de octubre que proponía crear una federación de estados autónomos regida por los Habsburgo; el mismo día, los representantes checos y eslovacos, que ya en septiembre habían formado comités nacionales, comunicaron su intención de romper sus lazos con Viena; pocos días después, el 28 del mes, proclamaron finalmente la independencia. El Consejo Nacional Yugoslavo, indiferente a las últimas propuestas de reforma del soberano, expresó su deseo de unir a todos los eslavos del sur en un Estado independiente;por su parte, el Parlamento del reino de Croacia-Eslavonia votó la ruptura con el de Hungría el 29 de octubre, poniendo fin así a siglos de unión, y rehusó también las precipitadas propuestas federalistas del Estado. El 30 de octubre, los rumanos de las dos partes del Estado formaron un consejo nacional que exigió la autodeterminación de Transilvania y Bucovina.
En Hungría, la formación de un nuevo gabinete ministerial no evitó que se formase un Gobierno rival presidido por Mihály Károlyi, que clamó por la ruptura con Cisleitania y remató la evolución política del territorio que ya había comenzado semanas antes durante el ministerio de Sándor Wekerle. La ruptura de la unión austrohúngara proclamada por Károlyi remató la disgregación estatal, según uno de sus más ilustres funcionarios, Ottokar Czernin.
Pese a que en los días que siguieron el emperador nombró nuevos gabinetes para Cisleitania y Transletania, estos carecieron de poder alguno, como confirmó el propio ministro austriaco de Ferrocarriles. En la parte cisleitana, el poder imperial se desvaneció y no pudo oponerse a los actos de las minorías nacionales. En la transleitana, la investidura de Karolyi el 29 de octubre no bastó para satisfacer a los descontentos, que asesinaron al antiguo ministro Esteban Tisza.

### Los armisticios
Como consecuencia de las derrotas del mes de septiembre y con el imperio en plena ebullición, el emperador Carlos trató de poner fin a la guerra: el 5 de octubre, exigió que se designase a oficiales para participar en la negociación de una tregua con el general francés Franchet d'Espèrey, al tiempo que comunicaba a los Aliados su deseo de pactar una paz basada en los Catorce Puntos del presidente estadounidense Wilson, que permitían la supervivencia del Imperio austrohúngaro. El 30 de octubre, volvieron a solicitarlo.
En medio de la disolución del imperio, sus responsables militares y diplomáticos tuvieron que aceptar los términos del armisticio fijados por los Aliados, que firmaron en Villa Guisti. Con las fuerzas armadas en plena desintegración tanto por la presión militar italiana como por la crisis política interna, el alto mando solicitó un armisticio el 3 de noviembre, que equivalió en la práctica a una rendición incondicional. Los Aliados habían decidido las condiciones que impondrían al imperio el 31 de octubre, dos días después de recibir la petición de paz austrohúngara. La delegación imperial las recibió el 2 de noviembre y las aceptó al día siguiente, pese a los titubeos del emperador, reacio a aceptar algunas de las condiciones aliadas y que había asegurado a Guillermo II su disposición a no permitir que los ejércitos aliados cruzasen su territorio; los mandos militares soslayaron las dudas del soberano. Por insistencia de Italia, la suspensión de los combates se retrasó hasta las seis de la tarde del 4 de noviembre.
Debido a esto, el ejército italiano tuvo un día desde la firma del armisticio para continuar avanzando contra un enemigo que había abandonado toda resistencia, lo que le permitió apresar al equivalente a doce divisiones. Al mismo tiempo y por deseo del mando alemán, las divisiones austrohúngaras fueron retiradas del frente occidental, en colaboración con el mando austrohúngaro; la operación comenzó a prepararse el 29 de octubre y se puso en práctica a partir del 3 de noviembre.
Las condiciones firmadas para el frente italiano no se aplicaron a Hungría, que mientras se habían independizado, lo que permitió que las unidades aliadas continuasen su avance hacia el norte desde Serbia. En este frente se firmó un armisticio separado entre la nueva República Popular de Hungría y los Aliados el 13 de noviembre, una vez que estos habían ocupado Eslavonia, Bosnia-Herzegovina y el Banato.
Las condiciones del armisticio eran severísimas e incluían el licenciamiento de la tropa, la evacuación de Serbia y de los territorios prometidos a Italia en el Tratado de Londres y el permiso para que las tropas aliadas atravesasen el territorio austriaco y ocupasen ciertas zonas de interés militar.
La flota austrohúngara, que aún dominaba el Adriático, tenía que ser entregada a los Aliados.

### El desmembramiento del imperio

El territorio imperial según fue repartido en la posguerra.

El Imperio austrohúngaro era el Estado europeo más complejo culturalmente, ya que albergaba alrededor de una docena de nacionalidades. La guerra aumentó las tensiones internas del país.
La crisis avivó el nacionalismo magiar, que defendía una mayor autonomía de Transleitania —también la formación de un Ejército separado— e incluso, en ocasiones, la secesión. La estructura dual establecida en el Ausgleich se encontraba muy debilitada por las consecuencias de la contienda. A las disensiones entre Cisleitania y Transleitania se unieron las internas de cada mitad del imperio, en las que aumentó también notablemente el nacionalismo de los distintos grupos culturales. Especialmente activo era el checoslovaco, que llegó a defender en el Parlamento —reunido por primera vez en el periodo bélico en mayo de 1917— la disolución del imperio. Los diputados polacos exigían la formación de una Polonia independiente; los rutenos, de una unidad administrativa propia en el imperio, reivindicación que compartían con los diputados de Dalmacia y Eslovenia, unidos en un grupo parlamentario yugoslavo. La agudización paulatina del nacionalismo en las Cortes austriacas hizo que la idea de conservar el imperio contase cada vez con menos apoyo político.
Tras la firma del Armisticio de Padua en noviembre de 1918, las proclamaciones de independencia de checos, eslovacos, polacos, ucranianos, rumanos de Transilvania y Bucovina, serbios croatas y eslovenos desmantelaron el imperio; una comisión internacional, conocida como «comisión Lord», comenzó en la primavera de 1919 a trazar las nuevas fronteras, incluso antes de que se firmasen los tratados de paz. La disgregación del imperio siguió la petición de armisticio con gran celeridad. El día anterior, los socialdemócratas austriacos habían exigido la autodeterminación de todas las nacionalidades del Estado, incluida la alemana. Entre el 29 y el 30 de octubre, el Gobierno imperial perdió toda autoridad en Bohemia y Moravia, donde un Consejo Nacional Checo se hizo con el poder. Los territorios con población polaca y eslovena renegaron también del dominio vienés. El 20 de octubre, el presidente Wilson indicó que el punto que garantizaba el mantenimiento del imperio ya no era válido. El 21, los diputados de lengua alemana exigieron en las Cortes la autodeterminación de sus correligionarios de cultura. No abogaban por una unión con Alemania, sino por la creación de una confederación que sustituyese al imperio; solo en caso de que esta fracasase, se proponía la unión de los territorios con población de lengua alemana con el Reich.
La estructura dual del imperio, defendida con particular ardor por la elite magiar, no logró satisfacer las ansias nacionalistas de las minorías, agudizadas durante la guerra, y llevó a la disolución del Estado, coadyuvada por los anhelos anexionistas de los países vecinos y la aquiescenia de las potencias vencedoras.
Las operaciones militares no cesaron, ya que los distintos Estados, bien surgidos de la disolución del imperio o ya existentes, trató de apoderarse de territorios cisleitanos o transleitanos; además, Hungría, que había proclamado la independencia, se consideró libre de los compromisos impuestos por el armisticio firmado en Italia el 3 de noviembre. Por ello, la guerra continuó en la mitad oriental del moribundo imperio, entre húngaros y Aliados, hasta el 13 de noviembre.
Las unidades militares húngaras trataron de impedir que los rumanos, que contaban con la cooperación de la «misión Berthelot», se adueñasen de la Bucovina, Transilvania y parte del Banato. Finalmente tuvieron que replegarse al oeste del Maros y de los Cárpatos occidentales y evacuar el Banato y Bačka, de los que se apoderaron de inmediato las fuerzas franco-serbias y rumanas según lo dispuesto en el Armisticio de Belgrado firmado por Hungría con el jefe del frente macedonio Louis Franchet d’Espèrey.
En Eslovaquia los húngaros tuvieron que hacer frente a la legión checa, mientras los diputados eslovacos del Parlamento de Budapest negociaban una mayor autonomía de sus territorios sin abandonar el reino. A principios de 1919, mientras Hungría combatía aún a los Aliados, los mandatarios magiares asumieron la imposibilidad de conservar las fronteras de 1867; entablaron negociaciones con los checos para limitar las pérdidas territoriales y trataron de conservar Pozsony (Presburgo, Bratislava), participar en el trazado de la frontera eslovaca y negociar el acceso libre al Danubio que exigían los representantes checos y eslovacos.
En las zonas de mayoría eslava del sur del extinto imperio, las divisiones serbias ocuparon amplios territorios: el 3 de noviembre, unidades llegadas de Macedonia se apoderaron del Banato; a partir de día 4 del mismo mes, otras se desplegaron por Bosnia-Herzegovina; finalmente, Eslavonia fue ocupada a partir del día 8.

### Los tratados de paz
Los tratados entre los dos nuevos Estados, la república de Austria y el reino de Hungría, y las potencias aliadas se firmaron, por separado, en 1919 y 1920. La ruptura del imperio determinó la firma de dos tratados de paz distintos: el Tratado de Saint-Germain que los representantes austriacos firmaron con los aliados el 10 de septiembre de 1919 y el de de Trianon firmado por los húngaros el 4 de junio de 1920.
La delegación húngara encabezada por Pál Teleki, geógrafo que ocupaba el cargo de primer ministro por encargo del regente húngaro, Miklos Horthy, defendió el mantenimiento de las fronteras del reino con una sólida documentación, abogando por la unidad cultural y económica de la llanura denubiana, aunque en vano. La inflexibilidad de los aliados, que desestimaron los argumentos de Teleki, conllevó la pérdida de dos tercios del territorio del reino y tres cuartas de la población; tres millones de magiares quedaron incluidos en los países vecinos (Yugoslavia, Checoslovaquia, Rumanía y Austria).